# Fernando III de Castilla
Fernando III de Castilla, llamado «el Santo» (Peleas de Arriba, 1199 o 24 de junio de 1201-Sevilla, 30 de mayo de 1252), fue rey de Castilla desde 1217 hasta 1252 y de León del 1230 al 1252. Hijo de Berenguela, reina de Castilla, y de Alfonso IX, rey de León, unificó dinásticamente los reinos castellano y leonés, que permanecían divididos desde 1157 cuando Alfonso VII el Emperador; a su muerte, los repartió entre sus hijos, los infantes Sancho y Fernando.
Durante su reinado fueron conquistados, en el marco de la Reconquista, los reinos de Jaén, Córdoba, Sevilla y lo que quedaba del de Badajoz, cuya anexión había empezado Alfonso IX, lo que redujo el territorio ibérico en poder de los reinos musulmanes. Al finalizar el reinado de Fernando III, estos únicamente poseían en la Andalucía el reino de Niebla, Tejada (ocupadas por Alfonso X en 1262 y 1253) y el reino de Granada, este último como feudo castellano. El infante Alfonso, futuro Alfonso X, fue enviado por Fernando a la conquista del reino de Murcia; los musulmanes capitularon y la región quedó como señorío castellano, tras lo cual Alfonso conquistó las plazas de Mula y Cartagena. Cuando Fernando accedió al trono, en 1217, su reino no rebasaba apenas los ciento cincuenta mil kilómetros cuadrados; en 1230, al heredar León, obtuvo otros cien mil y, a base de conquistas ininterrumpidas, logró hacerse con ciento veinte mil más.
Fue canonizado en 1671, siendo papa Clemente X y reinando en España Carlos II.

## Orígenes familiares
Hijo de Alfonso IX de León y de su segunda esposa, la infanta Berenguela de Castilla, fueron sus abuelos paternos Fernando II de León y la reina Urraca de Portugal y los maternos Alfonso VIII de Castilla y Leonor de Plantagenet. Nació en 1199 o 1201. El matrimonio de sus padres fue declarado nulo pocos años más tarde, en 1203, por la consanguinidad de los esposos.
Del matrimonio de sus padres nacieron cinco hijos: Leonor, que murió pronto; Constanza, que fue monja en el monasterio de Las Huelgas de Burgos; Berenguela, que se casó con Juan de Brienne, emperador de Constantinopla; Fernando (III) y Alfonso de Molina, padre de la reina María de Molina, esposa de Sancho IV. 
Del primer matrimonio de Alfonso IX con Teresa de Portugal tuvo dos medio hermanas: las infantas Sancha y Dulce.

## Infancia

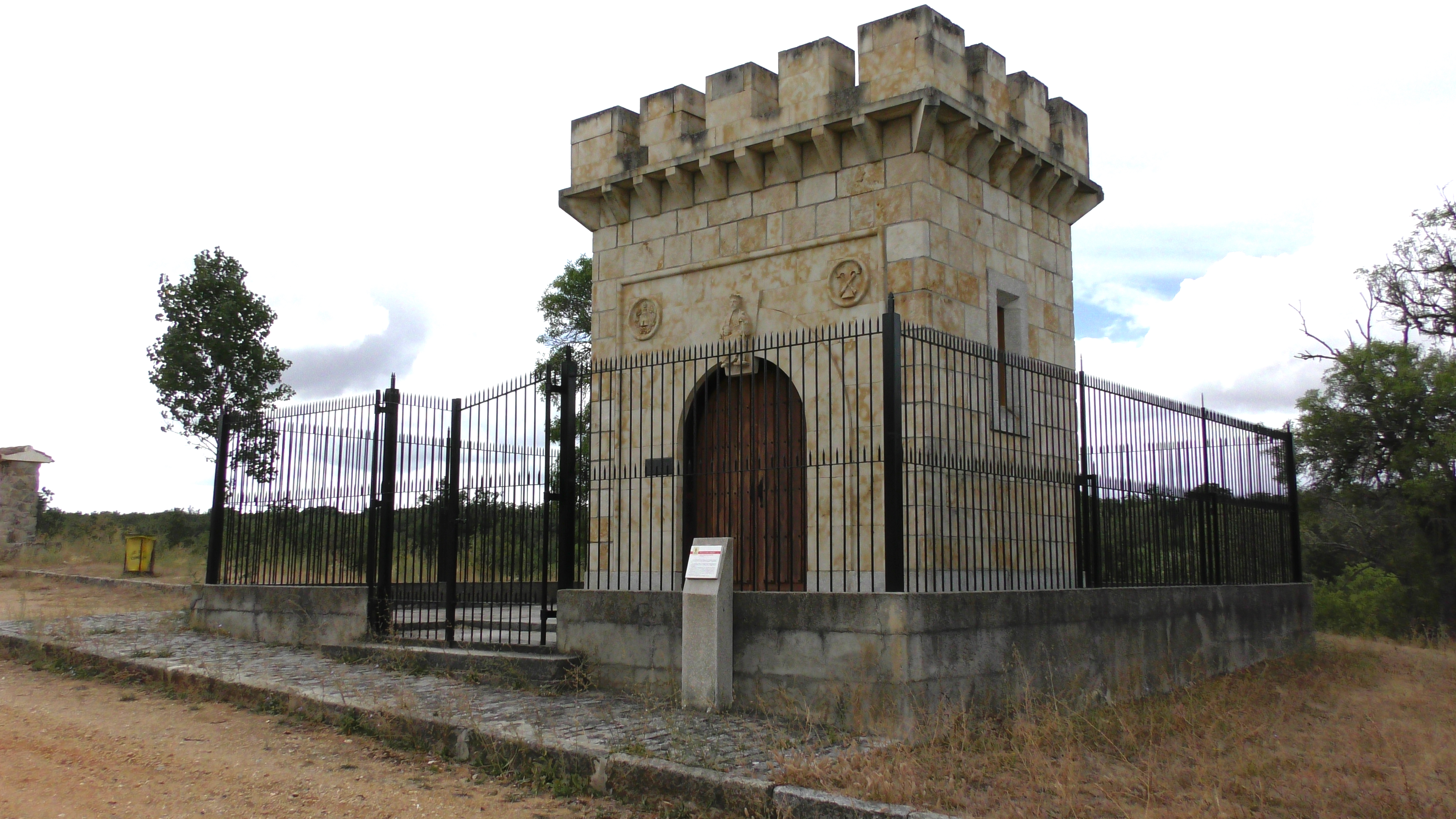
Monumento a Fernando III en su lugar de nacimiento, donde estuvo el antiguo Monasterio de Nuestra Señora de Valparaíso.

En Peleas de Arriba, un lugar entre Zamora y Salamanca, se encontraba el monasterio de Peleas, fundado por un religioso zamorano llamado Martín Cid. El monasterio tenía un albergue para atender a transeúntes y peregrinos que recorrían la Vía de la Plata. En ese entorno nació Fernando, mientras sus padres acampaban en el monte cuando realizaban una ruta de Salamanca a Zamora. En 1232 Fernando III trasladó el monasterio a su lugar de nacimiento, un paraje llamado Valparaíso. Este monasterio existió hasta la desamortización, en 1835. El Cronicón Cerratense le dio a Fernando el nombre de Rex Fernandus Montesinus.
El papa Inocencio III declaró nulo en 1203 el matrimonio de sus padres, Alfonso IX de León y Berenguela de Castilla, alegando el parentesco de los cónyuges, porque él era tío carnal de Berenguela. La separación del matrimonio se aprobó en 1203, y la anulación en 1204. Agotados todos los recursos contra el papa, Berenguela volvió a la corte de su padre (Alfonso VIII de Castilla) con todos sus hijos salvo Fernando, que permaneció en la corte leonesa con su padre, el rey de León.
Tras la temprana muerte del rey de Castilla Alfonso VIII en 1214, su hijo Enrique accedió al trono siendo niño y Berenguela fue titular de la regencia.
Sin embargo, Álvaro Núñez de Lara usurpó la potestad regia y se hizo con varios castillos. Berenguela tuvo que buscar el apoyo de Gonzalo Rodríguez Girón, señor de Frechilla y mayordomo de la reina, y se refugió en su castillo de Autillo de Campos, Palencia. Sin embargo, esta plaza fue sitiada por Lara y Berenguela pidió ayuda a su hijo, que se presentó con mil quinientos hombres e hizo huir a Lara. El corto reinado de Enrique (1214-1217) se caracterizó por la lucha entre dos facciones de la nobleza: la encabezada por Berenguela y que agrupaba además a importantes familias como los Girón, Téllez, Haro y Cameros, y la acaudillada por los Lara, a los que respaldaban las ciudades, la mayor parte de los nobles y los obispos. La muerte de Enrique en 1217 agudizó el conflicto, que devastó parte del reino.
Berenguela tenía un castillo, del siglo XIII, en el pueblo de Piedrahíta, provincia de Ávila. En la actualidad, en este lugar se encuentra la iglesia parroquial de Santa María la Mayor, que conserva restos de la fortaleza. Según la tradición local, Fernando III nació en este castillo.

## Rey de Castilla
En 1217, tras la muerte repentina de Enrique I de Castilla, los derechos a la corona pasaron a Berenguela que, temiendo posibles pretensiones de su antiguo marido, el rey de León, se lo ocultó y pidió que se le trajese a Fernando para protegerse de Lara. El rey leonés, persuadido por sus hijas mayores Dulce y Sancha, no quiso dejarlo marchar. Sin embargo, Fernando logró escapar y se reunió con su madre en el castillo de Autillo. Ella, mediante un acto solemne, lo proclamó rey de Castilla hacia el 10 o el 14 de junio de 1217 en Autillo de Campos. La coronación oficial tuvo lugar en Valladolid hacia el 2 o 3 de julio.
En Nájera existe una tradición que dice que Fernando III fue proclamado rey allí debajo de un olmo el 1 de mayo de 1217. Todos los años se conmemora este hecho en ese municipio riojano.
Álvar Núñez de Lara, alférez mayor de Castilla, cercó Valladolid con el beneplácito de Alfonso IX de León. El rey leonés tomó partido por los Lara tras la muerte de Enrique I. Fernando y su madre debieron retirarse a Burgos. A esto le siguieron una serie de conquistas leonesas a lo largo del río Sequillo y saqueos de zonas próximas a Valladolid por parte de Alfonso IX. Fernando no combatió contra su padre, y le envió mensajes de que bajo su reinado Castilla sería un reino amigo y, aunque al principio Alfonso no hizo caso, terminó retirándose a León cansado de estas acciones. El 26 de agosto de 1218 se firmó el Pacto de Toro, que puso fin a las hostilidades entre Castilla y León. Eso sí, a Alfonso le fueron pagados diez mil maravedíes que le eran debidos por el antiguo rey Enrique de un cambio del castillo de Santibáñez de la Mota. A cambio, el rey leonés renunciaba a sus pretensiones sobre los territorios fronterizos con Castilla. El papa Honorio III medió entre los dos reinos para que pusiesen fin al conflicto y se aprestasen a participar en una nueva cruzada, predicada en el IV Concilio de Letrán.
En los primeros tiempos del reinado, parte de los antiguos partidarios de la Casa de Lara se pasaron a las filas del nuevo rey, pero otros permanecieron hostiles a Berenguela y a su hijo. Entre estos se contaron en especial numerosos obispos y las ciudades del sur del reino. Entre los obispos, el principal apoyo al nuevo rey provino de los de Burgos y Palencia, que obtuvieron generosas mercedes del soberano. Entre la nobleza afín a Fernando destacaba la que había obtenido abundantes tierras y concesiones reales en tiempos de Alfonso VIII. Los enfrentamientos debidos a la sucesión duraron dos años e incluyeron tanto las correrías de los leoneses por la Tierra de Campos y la Extremadura castellana como los choques con los Lara, a los que en el verano de 1217 Fernando les arrebató tierras entre Burgos y Logroño y varias tenencias reales más al sur del reino. Cerca del castillo de Ferreruela, entre Palenzuela y Palencia, Alfonso Tello apresó al conde de Lara, que fue conducido a Burgos y obligado a entregar todos los castillos que tenía en tenencia y a ayudar al rey contra su hermano Fernando Núñez de Lara a cambio de recobrar la libertad. Fernando Núñez de Lara se sometió poco después, pero los Lara volvieron a rebelarse contra Fernando en 1218, con la ayuda de Alfonso IX, que invadió Castilla por el sur de Toro. La derrota final de la Casa de Lara llegó en 1218, tras la muerte de Álvar Núñez en Toro.
A mediados de 1219 una comitiva castellana presidida por Mauricio, obispo de Burgos, llegó a la corte de Federico II de Alemania y, probablemente en Hagenau, en Alsacia, tuvo lugar la contratación matrimonial entre su cuarta hija, Beatriz de Suabia, y Fernando III. Fernando le entregó como dote a Beatriz las villas, castillos y sus derechos reales sobre Carrión de los Condes, Logroño, Belorado, Peñafiel, Castrogeriz, Pancorbo, Fuentepudia, Montealegre, Palenzuela, Astudillo, Villafranca Montes de Oca y Roa. Beatriz, con la comitiva de hombres notables de Castilla, emprendió el camino desde Alsacia a Burgos, pasando por la Corte de París, porque deseaba saludar a la esposa del delfín, el futuro Luis VIII de Francia, y madre del futuro Luis IX de Francia, Blanca, hermana de su futura suegra, Berenguela. El 27 de noviembre Fernando fue armado caballero en el monasterio de Santa María la Real de Las Huelgas de Burgos, donde le entregaron su espada. El 30 de noviembre, en la misma ciudad, tuvo lugar la celebración de la boda en la catedral. La reina fue muy querida por el pueblo y suscitaba admiración. El cronista Rodrigo Ximénez de Rada, nada proclive a los epítetos, la describe como optima, pulchra, sapiens et pudica («buenísima, bella, sabia y modesta»). Y era muy amante de la cultura clásica y vernácula, algo que había asimilado formándose en la Corte del emperador Federico II. Ella transmitirá a su marido y a sus hijos un similar amor por la cultura. Su hijo Alfonso X el Sabio le dedicaría un elogio en una de sus Cantigas y en la Catedral de Burgos se conserva una escultura del siglo XIII que la representa.

### Primeras campañas en Andalucía
La pacificación de Castilla a finales de la década de 1210 y comienzos de la siguiente, debida al tratado con León y a la derrota de los nobles contrarios a Fernando, le permitió a este acometer nuevas campañas en el sur de la península. Los territorios andalusíes se hallaban en crisis y el califa Al-Mustansir había firmado treguas con los castellanos en 1214 y 1221. La decisión de abordar nuevas conquistas, compartida por la nobleza castellana, la tomó Fernando en 1224.
Como consecuencia de los problemas internos, el imperio almohade fue descomponiéndose. Durante el reinado del califa Al-Mutansir las ciudades ganaron más poder en el califato. La muerte de Al-Muntansir en 1224 provocó una lucha por el poder que concluyó con el nombramiento como califa de Al-Mamún en 1227. Yahya al-Mutásim no reconoció a este gobernante y creó un califato propio en el norte de África, provocando que Al-Mamún se trasladase al Magreb para combatir aquella rebelión. Las ciudades de Al-Ándalus empezaron a conformarse como reinos regidos por los cadíes, formando así los terceros reinos de taifas. Los gobernadores Alhamar de Sevilla, Zayyan de Valencia y Mahfuz de Niebla crearon sus propias taifas. Al-Bayyasi, que había sido un gobernador almohade de Sevilla, pasó a ser emir de Baeza y reinó en las ciudades del Alto Guadalquivir.
En 1224 Fernando partió de Toledo con un contingente de grandes hombres de Castilla, el maestre de la Orden de Santiago y a los que, posteriormente, se les unió la Orden de Calatrava con su maestre al frente; se dirigieron a Sierra Morena y se concentraron en el castillo de Baños, donde Al-Bayyasi les rindió parias. Después, Fernando marchó contra la ciudad de Quesada y otros castillos, que fueron rápidamente tomados en septiembre. Posteriormente siguió con sus conquistas por el reino de Jaén, centro de las campañas castellanas entre 1224 y 1230. Dada la lejanía de Quesada con la frontera castellana, Fernando acabó por evacuar la plaza.
Fernando entabló tal amistad con Al-Bayyasi, que este le entregó a su hijo primogénito y Fernando lo educó con su familia. El vástago acompañó al rey castellano en sus conquistas por Andalucía y consiguió honores por ello. No se sabe con certeza que Al-Bayyasi se convirtiera al cristianismo, pero todo parece indicar que así fue. El rey de Valencia, Zayd Abu Zayd, no sabía qué posición tomar al respecto de esta actitud de los cristianos y no había reconocido la autoridad del califa Al-Adil. Su primo, Al-Bayyasi, le instó a que se hiciera vasallo de Fernando, por lo que se dirigió a Cuenca, donde se encontraba en ese momento la corte castellana, y juró perpetuo vasallaje al rey en Moya en marzo de 1225.
En el verano de 1225 Fernando organizó una campaña en la provincia de Jaén, para la cual solicitó una bula de cruzada al papa Honorio III. A finales de ese año, Honorio III concedió la bula de cruzada a los que luchasen en Tierra Santa y en las tierras de Castilla. La bula fue divulgada por el arzobispo de Toledo y por el obispo de Burgos.
Posteriormente, Fernando dirigió una ofensiva contra la fortaleza de Priego (Córdoba), que tomó, y prosiguió hasta la ciudad de Loja, ciudad que también conquistó. El asedio de Jaén, por el contrario, resultó infructuoso. Después sus fuerzas tomaron la ciudad de la Alhama, que había sido abandonada por sus moradores ante el temor hacia los cristianos. De esta forma llegaron hasta la misma Vega de Granada, donde, temiendo seguir la misma suerte que las anteriores plazas, los habitantes parlamentaron con Fernando y ofrecieron la liberación de 1 300 esclavos cristianos y la rescisión del contrato que obligaba a Álvaro Pérez de Castro el Castellano a servir al rey de Granada, pasando a engrosar la expedición cristiana, que tomó la decisión de regresar a Toledo.
Tras esta campaña, con base en los acuerdos a los que habían llegado, Al-Bayyasi, emir de Baeza, le dio a Fernando los castillos de Martos y Andújar.
En otoño de 1225 Fernando volvió a reunirse con Al-Bayyasi en Andújar, exigiéndole la entrega de los castillos de Burgalimar, Salvatierra y Capilla para cumplir el pacto de las Navas. Al-Bayyasi, le ofreció el alcázar de Baeza, que fue ocupado por la Orden de Calatrava. Salvatierra y Burgalimar se rindieron pronto, mientras que Capilla resistió pero finalmente fue tomada, tras un asedio, en septiembre de 1226. Mientras transcurría el asedio de Capilla, llegaron noticias de la muerte de Al-Bayyasi tras una revuelta de los cordobeses, que le acusaban de ayudar a los castellanos en la conquista de Capilla. Tras su muerte y como consecuencia del pacto de vasallaje, Fernando III se hizo cargo de sus posesiones y, a pesar de que Baeza pidió ayuda a Jaén, fue finalmente conquistada el 1 de diciembre. Fernando III dio la tenencia de la ciudad a Lope Díaz de Haro.
En 1226 fue conquistado el castillo de Montiel, que fue otorgado a la Orden de Santiago en 1227.
Ibn Hud creó un reino propio en 1228. En 1231 controlaba todo Al-Ándalus con las excepciones de las taifas de Niebla y Valencia.
Entre 1228 y 1230, Fernando emprendió diversas campañas tanto para consolidar las conquistas de los años anteriores como para preparar la toma de Jaén, para lo que taló sus tierras. Sin embargo, el nuevo cerco de esta entre junio y septiembre de 1230 volvió a fracasar. El fallecimiento de Alfonso IX ese mismo mes de septiembre y la asunción de su corona por Fernando puso fin a este periodo de campañas en Al-Ándalus, pues el monarca castellano tuvo que concentrarse en lidiar con los problemas de la unificación de los dos reinos.

## Rey de León y Castilla

### Reunificación de León y Castilla
A la muerte de su padre, Alfonso IX en 1230, Fernando reclamó el trono de León, del que el papa le había confirmado heredero en 1218, pese a las probables intenciones de Alfonso de legarlo a Sancha y Dulce, hijas de su matrimonio con Teresa de Portugal. Las disputas entre Fernando y Alfonso —aliado de los Lara, enfrentados al rey castellano— habían complicado la posibilidad de que el primero heredase el trono leonés a la muerte del segundo. León se dividió entre los partidarios de las infantas y los que preferían a Fernando.
Mientras las infantas y su madre Teresa de Portugal se encerraron en Zamora protegidas por el alférez de su padre, Rodrigo Fernández Feo, Fernando, acompañado de su madre Berenguela y del obispo de Toledo, entró en el reino y fue recibido como rey en Toro. La ciudad de León se hallaba dividida entre los partidarios de Fernando y los de sus hermanas, pero finalmente el rey castellano entró en la ciudad y recibió el homenaje de la mayoría de la nobleza, el clero y los representantes de las ciudades del reino.
Tras una reunión en Valencia de Alcántara (Cáceres) o en Valencia de Don Juan (a treinta kilómetros de Benavente) entre las dos reinas consortes, Teresa de Portugal y Berenguela de Castilla, estas se dirigieron a Benavente, donde se encontraba Fernando y los arzobispos de Santiago y Toledo, y donde se firmó el 11 de diciembre de 1230 la Concordia de Benavente o Tratado de las Tercerías, en que las infantas renunciaban a sus posibles derechos al trono y el traspaso de la corona de León a Fernando a cambio de una compensación de treinta mil maravedíes anuales a Dulce y Sancha y la cesión de algunas fortalezas que se reincorporarían a la Corona cuando murieran. De ese modo se unieron dinásticamente —siguieron conservando Cortes, leyes e instituciones diferentes— León y Castilla en la persona de Fernando. Apenas hubo cambios en los cargos del reino y el rey mantuvo en su puesto incluso a algunos adversarios que se habían destacado en el conflicto sucesorio. En 1231 el documento fue confirmado por el pontífice Gregorio IX. También ese año se firmó el Acuerdo de Sabugal, entre Fernando III y el rey Sancho II de Portugal para delimitar las fronteras y buscar la alianza contra el islam. El nuevo rey leonés entregó al portugués el castillo de San Esteban de Chaves y se comprometió ante él a defender a la reina Teresa en caso necesario. El pacto entre Fernando y sus hermanas puso fin al conflicto sucesorio leonés, pero no evitó que parte de la nobleza y la Iglesia leonesa se opusiesen al nuevo monarca castellano; el núcleo del rechazo a Fernando fue, probablemente, Galicia. Entre 1230 y 1233, el soberano se enfrascó en la pacificación y organización de su nuevo reino. Sus dominios quedaron divididos en tres unidades administrativas, gestionadas por un merino mayor: Castilla, León y Galicia.
La unificación de los reinos puso fin a los continuos choques fronterizos entre los dos reinos que habían ocurrido intermitentemente desde el siglo XI. La importancia de la nobleza en la zona y la vaguedad de la frontera habían favorecido las luchas en esta zona.
En 1232 tuvo lugar una visita de Fernando, Beatriz de Suabia y el obispo de Segovia a Santiago de Compostela.

### Nuevas campañas en Al-Ándalus
Durante los años de gestión de la unión castellano-leonesa, el rey se limitó a supervisar las incursiones en tierras andalusíes, que llevaron a cabo principalmente las órdenes militares, algunos nobles y los obispados fronterizos, en especial el toledano. En 1231 el arzobispo de Toledo, Rodrigo Jiménez de Rada tomó la plaza de Cazorla en Jaén, tras haberse apoderado en abril de Quesada, Toya y toda su comarca, que Fernando le había confiado si lograba conquistarlas.
De nuevo organizó una expedición contra Al-Ándalus en la que estaban el capitán Álvar Pérez de Castro y muchos nobles y caballeros como los hermanos Pérez de Vargas, Rodrigo González Girón, Tello Alfonso de Meneses, Pero Miguel, Pero de Guzmán (padre de Guzmán el Bueno) y otros muchos, y, naturalmente, un nutrido grupo de caballeros calatravos y santiaguistas. Bordearon la ciudad de Córdoba, arrasando la campiña y asaltaron el castillo de Palma del Río. El caudillo Ibn Hud fue con sus tropas a enfrentarse a esta expedición en un olivar cerca de Jerez, teniendo lugar una batalla. Finalmente, Ibn Hud se batió en retirada dejando Jerez a su suerte haciendo los cristianos un formidable botín.
En 1233 una hueste organizada por el obispo de Plasencia, con la participación de las órdenes militares, conquistó la ciudad de Trujillo. El 29 de septiembre de 1234, Fernando conquistó la ciudad de Úbeda. Para estas conquistas, Fernando se benefició de los enfrentamientos internos entre los señores andalusíes. En 1234 nuevamente las órdenes militares se apoderaron de Medellín, Alange y Santa Cruz y en torno a 1235 de Magacela y Hornachos. El rey, sin embargo, no participó en las incursiones de ese año, tanto por el fallecimiento de su esposa como por los levantamientos nobiliarios que tuvo que afrontar en el norte de Castilla.
En 1235 se conquistó el castillo de Torres de Albanchez. El castillo de Chiclana de Segura, según algunos historiadores, pudo haberse conquistado entre finales del 1226 y principios de 1227, y, según otros, en 1235. En cualquier caso, es en 1235 cuando Fernando III otorgó Chiclana de Segura al obispo de Osma. Este, a su vez, la otorgó en 1239 a la Orden de Santiago, formando parte de la encomienda Montizón y Chiclana.
Las siguientes campañas, en las que el rey participó de nuevo en persona delegando el gobierno del reino en su madre Berenguela y, tras la muerte de esta en 1246, en el infante Alfonso de Molina, marcaron la segunda parte del reinado. En doce años, Fernando se adueñó de gran parte del territorio andalusí y de muchas de sus grandes ciudades, como Córdoba y Sevilla.

### Reconquista de Córdoba

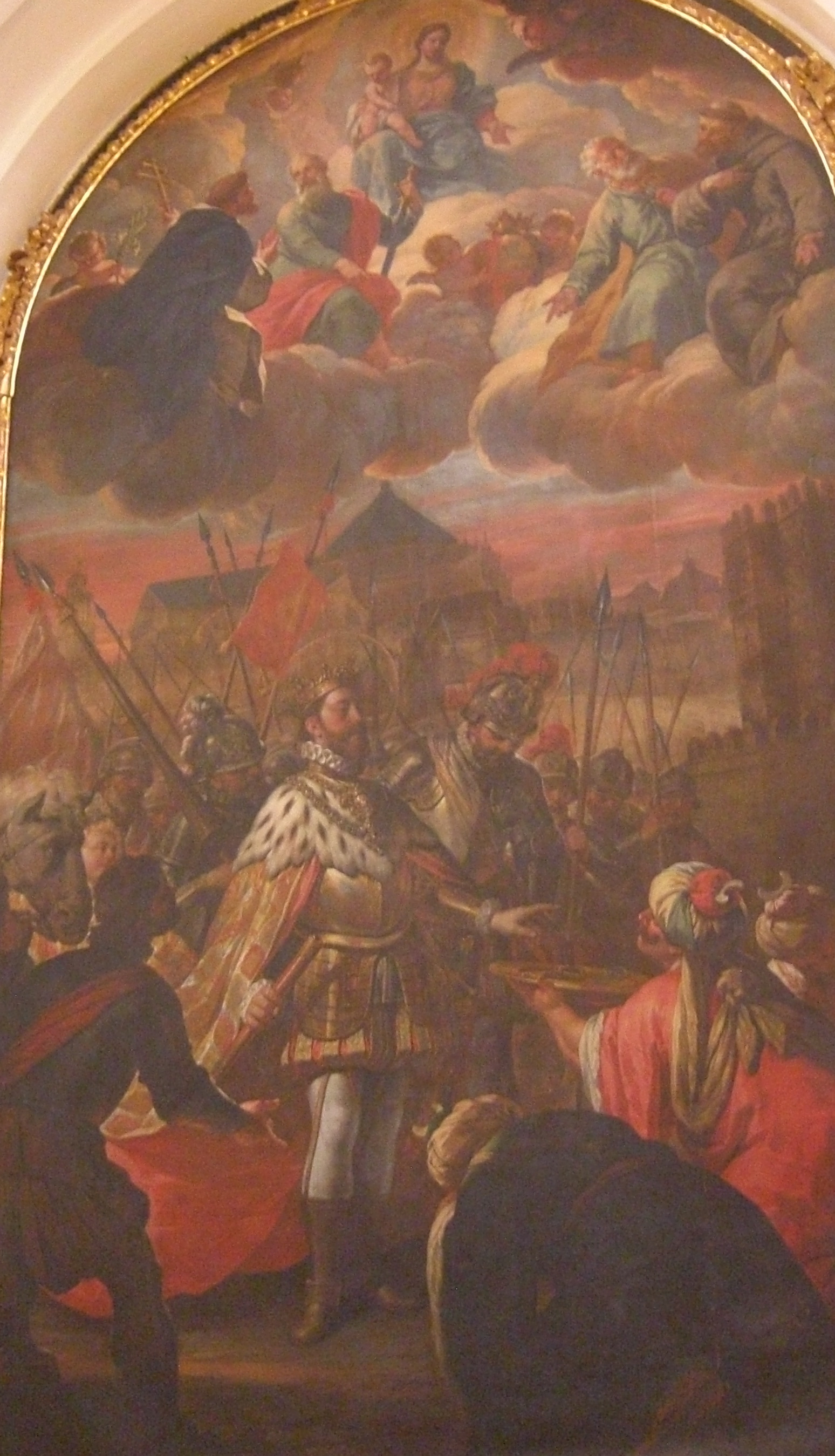
Conquista de Córdoba, obra de 1712, por Antonio Palomino, en la capilla de Santa Teresa de la Mezquita-Catedral de Córdoba

El gobernador almohade de Córdoba firmó en 1235 una tregua de un año con Fernando III. Para esto, el emir debió pagar 430 000 maravedíes. Sin embargo, esta tregua no impedía que los castellanos atacaran baluartes que ya no dependían del emir, por lo que Fernando tomó los castillos de Iznatoraf y San Esteban. Ese año murió Beatriz de Suabia y Fernando se trasladó al norte. El emir decidió no pagar lo pactado y cristianos de los consejos fronterizos dirigidos por el segoviano Domingo Muñoz tomaron los arrabales de Córdoba y se hicieron fuertes. Además, unos desertores moros informaron a los cristianos de que la ciudad estaba desguarnecida y era muy fácil llegar a la Axerquía, cosa que hizo un pequeño grupo de soldados. Esto sucedió en enero de 1236 y el rey, al informarse, juntó fuerzas de León, de Salamanca, de Zamora y de Toro y de las órdenes militares y marchó hacia Córdoba. Acompañado del infante Alfonso, de nobles castellanos y leoneses, de tropas de los concejos y de fuerzas de los obispos de Cuenca y Baeza, Fernando llegó a la ciudad en febrero. Jaime I de Aragón estaba acechando Valencia, e Ibn Hud prefirió retirarse a Almería e ir a proteger esa plaza con sus barcos, dando Córdoba por perdida. Córdoba, abandonada por su emir y desalentada por el asedio, capituló; la entrada solemne de Fernando en la ciudad se produjo el 29 de junio de 1236. El rey dejó como gobernador de la ciudad a Alfonso Téllez de Meneses y como gobernador militar a Álvar Pérez de Castro. El rey castellano-leonés firmó entonces una tregua de seis años con Ibn Hud, por la que este se comprometió a pagarle tributo. Fernando restauró además el obispado cordobés, que quedó como sufragáneo del de Toledo, como otros (Baeza, Coria, Cuenca y Plasencia) mientras no se restaurase la metrópoli de la provincia eclesiástica (Sevilla). La reconquista de Córdoba y la restauración del obispado impelieron al papa Gregorio IX a otorgar a Fernando importantes prerrogativas, tanto canónicas (protección papal de la familia real e indulgencias a los que participan en las campañas de Fernando), como económicas y políticas.
La madre recomendó a su hijo Fernando que se casara en segundas nupcias y este aceptó la sugerencia. La madre, para evitar parentescos entre los nobles, buscó la ayuda de su hermana Blanca, que le recomendó a Juana de Ponthieu o de Danmartín. Juana vino desde Francia con una comitiva que se marchó tras celebrarse el matrimonio en Toledo. La boda se celebró en la catedral de Burgos en noviembre de 1237 y fue oficiada por el mismo clérigo que su primera boda, el obispo de la diócesis Mauricio. En 1238 y 1239, permaneció en la zona de Burgos, desde donde tuvo que enviar víveres a las últimas zonas conquistadas, que pasaban apuros.
La muerte de Ibn Hud en 1238 y el continuo descaecimiento del poder almohade allanaron las nuevas conquistas de Fernando en las tierras andalusíes. Gran parte de la campiña cordobesa capituló ante los castellano-leoneses y en los primeros años de 1240 los cristianos sometieron el reino de Murcia. En 1241, se apoderó de Albacete.
Entre 1240 y 1243 sus conquistas se extendieron en abanico sin encontrar apenas resistencia: Chillón, Gahete, Pedroche, Santa Eufemia, Obejo, Setefilla, Hornachuelos, Almodóvar, Luque, Lucena, Santaella, Montoro, Aguilar, Baena, Écija, Marchena, Morón, Osuna y Estepa.
A Fernando III se le plantearon dos frentes: Andalucía y Murcia. El primero decidió reservárselo para él y para el segundo envió a su hijo primogénito. Alfonso viajó a Toledo en 1243 a donde llegó una embajada del rey de Murcia, Muriel, trayendo un pliego de condiciones para hacerse un señorío de don Fernando. La razón es que Jaime I de Aragón había conquistado ya Valencia y Játiva y ahora, aliado con Alhamar, rey de Jaén y Granada, pretendían hacerse con Murcia. Alfonso aceptó el pliego y firmó las Capitulaciones de Alcaraz y posteriormente recorrió la región y se instaló temporalmente en el alcázar de Murcia. Posteriormente Alfonso firmó con Jaime I de Aragón el Tratado de Almizra para fijar el límite de expansión de los aragoneses hacia el sur. Este acuerdo llevó como prenda la concertación de una boda entre Alfonso de Castilla y Violante, hija de Jaime I. En 1244 Rodrigo González Girón y el maestre de Santiago, Pelayo Pérez Correa, se unieron a Alfonso y se apoderaron de la ciudad de Mula, de Lorca –que capituló tras una ardua resistencia– y de Cartagena, que pudieron tomar gracias a una flota naval que vino del Cantábrico, y que fue un preludio de los planes que tenía Fernando con Sevilla. Ese mismo año de 1244, Fernando emprendió su última ofensiva en Al-Ándalus.

### Reconquista de Jaén
La ciudad de Jaén ya había estado bajo asedio del 5 al 20 de julio de 1225, cuando estaba defendida por Álvar Pérez de Castro, antes de que fuera rescindido su contrato para servir al rey de Granada. En 1228 volvió Fernando por aquellas tierras y tomó la villa y el castillo de Castro y remontó el Río de la Plata por el cerro Veleta y Otiñar, cuya población fue arrasada, al igual que se había hecho con Grañena, en el cerro Pitas. En 1230 volvió a cercar Jaén y los alrededores fueron saqueados. En 1245, estando Fernando en Martos, Pelayo Correa le animó para tomar Jaén. Fernando partió para Jaén con la compañía de su hermano menor, Alfonso de Molina, y ayudándose de las órdenes de Calatrava y de Santiago principalmente. Jaén pertenecía al reino taifa de Arjona, cuyo rey era Áhmed ben Yúsuf ben Násar, conocido como Aben Alhamar, que finalmente trasladó su reino a Granada. El sitio, el tercero que acometía Fernando para adueñarse de la plaza, se prolongó siete meses, desde agosto de 1245 hasta febrero de 1246. Finalmente, Alahmar entregó Jaén y reconoció el dominio del rey Fernando de sus tierras, el reino de Granada, en vasallaje, pagando la mitad de sus rentas, calculadas en ciento cincuenta mil maravedíes anuales. Se aseguró así la supervivencia del reino de Granada, que se prolongaría durante dos siglos y medio más. Alhamar había tratado en vano de obtener el socorro de los benimerines y, al no conseguirlo, se avino a ceder la plaza, cuya población tuvo que ser evacuada. Fernando hizo su entrada solemne en la ciudad en marzo de 1246. Por iniciativa suya, el obispado de Baeza se trasladó a Jaén en 1248. La conquista de Jaén también le permitió al rey firmar una liga con Sevilla, cuyos señores temían al sultán háfsida Abu Zakariyya Yahya I. La posterior ruptura de la alianza precipitó la campaña que concluyó con su conquista por el soberano castellano-leonés.
Entre marzo y abril de 1245 fue a visitar a su madre, Berenguela, y se reunieron en Pozo de Don Gil, lugar donde Alfonso X fundó Villa Real, que hoy es Ciudad Real. La madre le comunicó que había estado realizando gestiones en Castilla y en León pero que estaba cansada y necesitaba recluirse en un monasterio. En 1246, tras conquistar el alcázar de Alcalá de Guadaira, próximo a Sevilla, recibió la noticia de la muerte de su madre. Fue enterrada en el monasterio de Las Huelgas, en Burgos, en un sepulcro sencillo, pero su nieta, que era monja en ese monasterio, decidió en 1251 su traslado a un mausoleo en el coro, junto a los restos de sus padres, Alfonso VIII y Leonor.
En 1247 el papa Inocencio IV otorgó una bula de cruzada para la Reconquista de Sevilla, según la cual Fernando podía tomar las tercias de fábrica para pagar los gastos de los que se desplazaran para participar en ella por motivos cristianos.

### Reconquista de Sevilla

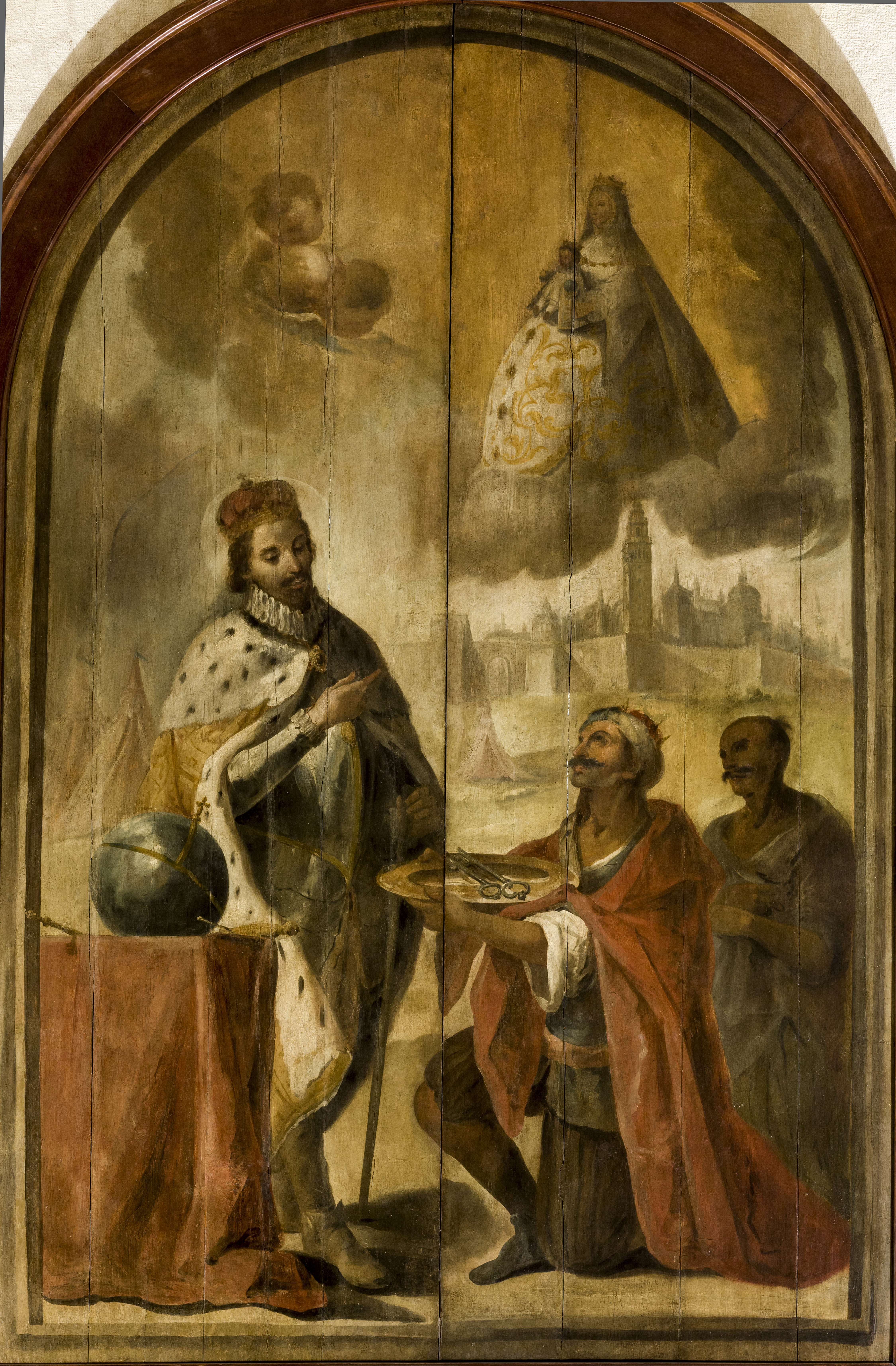
Tabla que muestra a Axataf entregando las llaves de Sevilla a Fernando III frente a una de las puertas de la ciudad, en una obra de alrededor de 1750. El autor se tomó la licencia de hacer figurar la catedral tal y como los cristianos la construyeron. El cuadro muestra también a la Virgen de los Reyes en los cielos en el momento de la entrega. Ayuntamiento de Sevilla.

El rey Fernando encargó a Ramón de Bonifaz la constitución de una flota para tomar la ciudad portuaria de Sevilla; la flota se aprestó entre 1246 y 1248. Bonifaz se dirigió a Cantabria donde consiguió trece naves gruesas además de algunas galeras y naves menores. La flota cristiana se dispuso a atacar a la flota musulmana, que se encontraba en superioridad numérica, en el río Guadalquivir y Fernando III envió refuerzos terrestres. Finalmente, Bonifaz venció a la flota musulmana, consiguiendo así privar a Sevilla de refuerzos marítimos que pudiesen enviarse desde el norte de África. Además, las plazas cercanas a la ciudad fueron cayendo paulatinamente en manos de los castellano-leoneses. El 20 de agosto de 1247 comenzó a asediar la ciudad, pero descubrieron que el emir de Niebla, Amen Amanfon, enviaba refuerzos y víveres desde la fortaleza de San Juan de Aznalfarache utilizando el puente de barcas. Uno de los caballeros que más se destacó en aquella batalla fue Garci Pérez de Vargas. El infante Alfonso, acompañado del de Portugal Pedro de Urgel y de algunas tropas catalanas y aragonesas, se unió al cerco a finales de 1247 o comienzos de 1248.
Fernando III envió al maestre Pelayo Pérez Correa a asediar el castillo de San Juan de Aznalfarache, consiguiendo tomar la plaza. Al norte de la Torre del Oro se encontraba el puente de barcas, por el que se enviaban los suministros a la ciudad. En la crónica Estoria de España de Alfonso X se explica que las barcas del puente estaban unidas entre sí con cadenas de hierro. El historiador Antonio Ponz, del siglo XVIII, dice que una cadena estaba afianzando el puente de barcas. El rey Fernando tomó la decisión de cortarlo. Para ello, tomaron dos naves y embistieron contra el puente de barcas. La primera nave que impactó no logró romperlo, pero la segunda, capitaneada por el propio Bonifaz, logró partirlo en dos. Tras esto, la ciudad intramuros quedó aislada del Aljarafe y del castillo de Triana.
La ciudad se rindió al no recibir el auxilio solicitado a los hafsíes del Magreb. La toma de la ciudad por las tropas castellanas tuvo lugar el 23 de noviembre de 1248. El caíd Axataf entregó las llaves de la ciudad a Fernando III.
Como ya había ocurrido en otros lugares, Fernando restauró el arzobispado hispalense, al que dotó con munificencia. La corte se instaló en Sevilla hasta la muerte del rey en 1252. Su larga campaña de conquista acarreó, sin embargo, nuevas dificultades financieras y peticiones de concesiones económicas al papado, que las otorgó.
Las últimas campañas se dedicaron a someter el alfoz sevillano y diversas plazas. En 1249 el monarca conquistó Lebrija y ya en 1250 el castillo de Fontanar y su aldea, hoy Bornos, y Arcos de la Frontera. En 1251 su hijo Felipe, de 21 años, fue escogido como arzobispo de la recién restaurada sede de Sevilla, sin embargo no llegó a consagrarse y contrajo matrimonio con la princesa Cristina de Noruega. El infante Sancho, a sus 18 años, fue nombrado arzobispo de Toledo.
Antes de 1252 parece producirse una cesión del emir de Niebla al entonces infante Alfonso. Según el historiador del siglo XVI Jerónimo Zurita el emir de Niebla y del Algarve, Ibn Mahfuz, le cedió los derechos sobre el Algarve en un intento de mantener buenas relaciones con Castilla, ya que iba a pedirles ayuda para protegerse de la conquista portuguesa. Según una fuente musulmana de comienzos del siglo XIV, el emir cedió a un tal Alfuns, posiblemente Alfonso, los lugares onubenses de Saltés y Gibraleón y otros tres sitios más no identificados con lugares actuales.
La Crónica general dice que, tras la reconquista de Sevilla en 1248, pasaron a dominio castellano Jerez de la Frontera, Medina Sidonia, Alcalá de los Gazules, Vejer de la Frontera, El Puerto de Santa María, Cádiz, Sanlúcar de Barrameda, Rota y Trebujena. Lo más probable es que estos lugares no fueran conquistados en el reinado de Fernando y que, simplemente, quedasen como vasallos, con el pago de las correspondientes parias.
La Crónica general afirma que, poco tiempo después de la reconquista de Sevilla, Fernando planeaba la conquista del norte de África. El proyecto era realizar una cruzada que conquistase desde Orán hasta el Atlántico para controlar así los dos lados del estrecho. Esto era posible, ya que en el Magreb los almohades se encontraban en una crisis interna y los benimerines estaban intentando afianzarse en el territorio, enfrentados a los califas almohades y a los reyes musulmanes de Túnez y Tremecén. Alfonso X mandó construir las Atarazanas de Sevilla para la fabricación de barcos. En 1257 realizó una expedición militar a Taount, cerca de Orán, y en 1260 realizó otra a Salé.

## Labor cultural y política

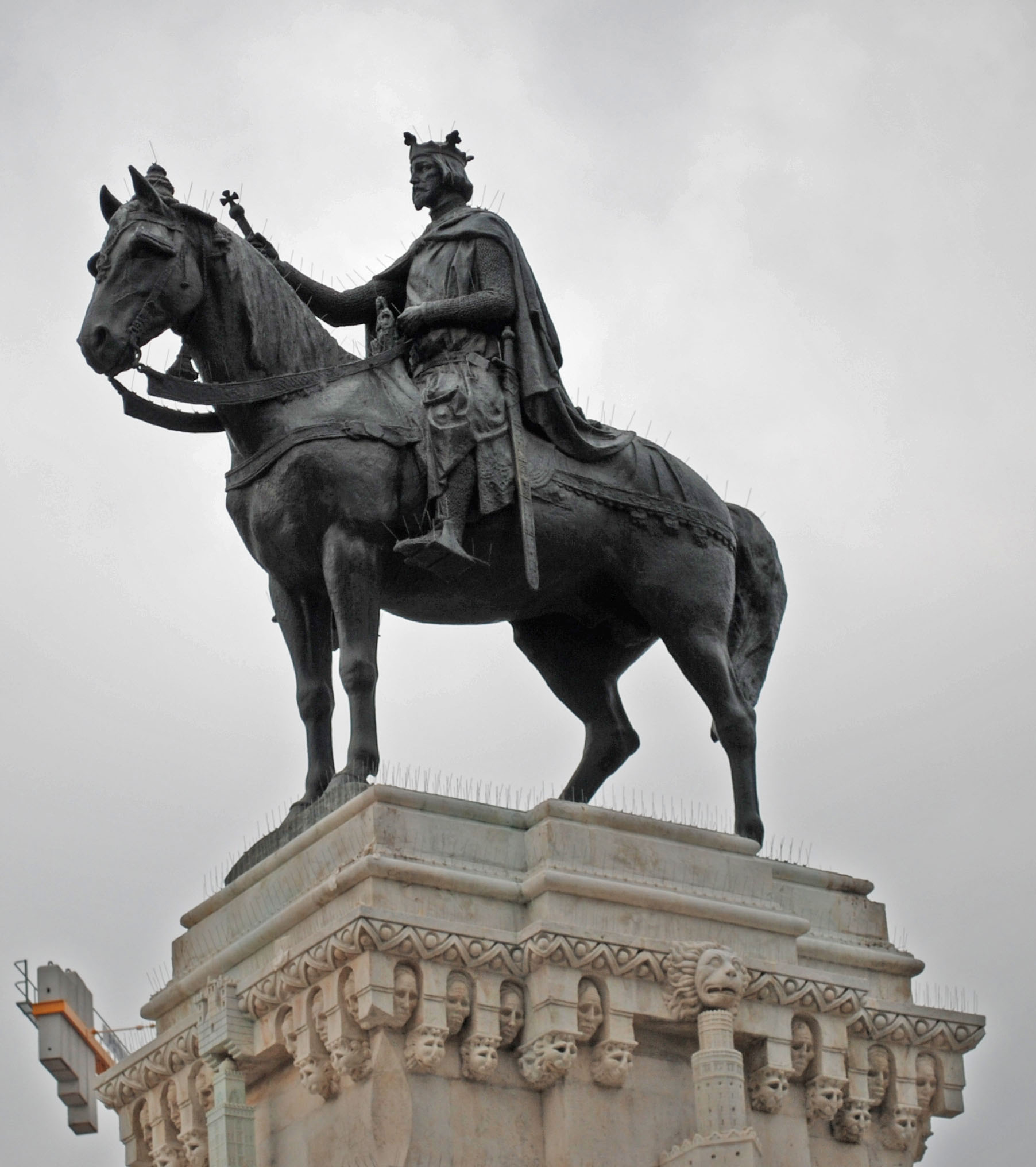
Estatua ecuestre del monarca en el monumento situado en la Plaza Nueva de Sevilla, realizado en la década de 1920. La estatua de Fernando III es obra de Joaquín Bilbao Martínez.

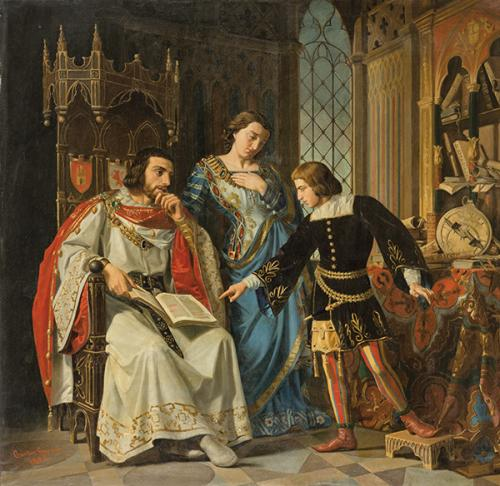
Cuadro San Fernando y su esposa doña Beatríz admirados de las disposiciones y talento de su hijo don Alfonso de Carlos Gironi y Cabra

Trató de unificar y centralizar la administración de los reinos castellano y leonés, promovió la traducción del Fuero juzgo y estableció el castellano como idioma oficial de sus reinos y de los documentos, en sustitución del latín. Amante de la poesía, se conserva de él una cantiga en gallego que compuso en loor de la Virgen que indica además su gran devoción mariana. Mandó hacer el Libro del septenario, conocido también llanamente como Setenario, una especie de borrador de Las siete partidas de su hijo Alfonso X que era un texto orientado a la educación y de índole filosófica que habla de los siete ramos de las artes liberales y contiene algunos conceptos de derecho común. Alfonso X concluiría después satisfactoriamente este proyecto de su padre dándole un sentido más jurídico. También ordenó componer hacia 1237 el Libro de la nobleza y lealtad, compuesto por doce sabios conocido también como Libro de los doce sabios, un espejo de príncipes que propone un grupo consultivo de doce personas doctas para ayudar a ser un buen gobernante. Este tratado posee un epílogo de su hijo, Alfonso X el Sabio. Se trata de una obra de derecho político y normas de los deberes del gobernante para un buen gobierno y las virtudes que debe reunir para cumplir esas obligaciones. El libro se inspira en la escolástica y en las doctrinas isidoriana y tomista y puede considerarse un antecedente del llamado Consejo de Castilla.
En el ámbito cultural y religioso, mandó levantar las catedrales de Burgos y León. En su tiempo, el arzobispo e historiador Rodrigo Ximénez de Rada, "el Toledano", inició las obras de la Catedral de Toledo. El canciller del rey, Juan, fundó la Catedral de Valladolid y, posteriormente, siendo obispo de Osuna, edificó esa catedral. Nuño, obispo de Astorga, construyó la torre y el claustro de su catedral. Lorenzo, obispo de Orense, levantó la torre que le faltaba a su templo. Mandó edificar el rey innumerables iglesias, conventos y hospitales y tanto él como su madre efectuaban importantes donaciones.
Pese a sus esfuerzos por revitalizar el Studium Generale de Palencia, entrado en una irremediable decadencia, que había sido fundado en 1212 por Alfonso VIII de Castilla y trasladado a Salamanca en 1218 por Alfonso IX de León, como no parecía funcionar al nivel universitario que se quería por los escasos recursos de que disponía, lo anuló en 1240 y desde este momento Fernando dedicó toda la atención y recursos a la Universidad de Salamanca para que se convirtiera en una de las mejores de Europa.
Fernando III, preocupado por sus conquistas en Andalucía, buscó la quietud social en Galicia, y para ello se inclinó a favor de los señores eclesiásticos en la pugna que estos tenían con los concejos de Compostela en 1238, de Tuy en 1249 y de Lugo en 1252 y creó la figura del representante del poder real, ya que él, desde tan lejos, no podía ejercer el poder mediante adelantados. Repartió las nuevas tierras conquistadas entre las órdenes militares, la Iglesia y los nobles, lo que dio lugar a la formación de grandes latifundios.

## Corte
Se esmeró porque en su corte se le diera importancia a la música y al buen hablar literario. Organizaba torneos y fiestas, que eran amenizadas por trovadores y juglares. Entre los trovadores cercanos a él se encontraban Pero da Ponte, que compuso estrofas en que lamentaba la muerte de su primera esposa, Beatriz. Los trovadores Domingo Abad y Nicolás de Romances, tras la Reconquista de Sevilla, fueron recompensados con la herencia de un feudo cada uno. Las trovas y canciones gallegas, aprendidas por él durante su juventud en Galicia, eran sus favoritas. Además fue mecenas de artistas. Su hijo el rey Alfonso el Sabio fue un gran literato y declaró que su saber se lo debía en gran parte al interés que su padre tenía porque su instrucción fuera la mejor posible; y lo describe en los primeros pasajes de su Setenario, donde se halla un amplio panegírico del carácter, virtudes y hechos de su padre Fernando III: inteligente, piadoso, bien hablado, de costumbres moderadas al comer y beber, buen jinete y cortesano, respetado por todos:

Ser sabíe en tan buen contenente, que todo omne quel veýe conosçíe que él era el sennor de los otros que ý estauan... Era mannoso de todas buenas maneras que buen caualiero deuyese vsar ; que él ssabíe bien bofordar e alançar e tomar armas e armarse muy bien e mucho apuestamiente. Era muy sabidor de caçar toda caça; otrosí, de jugar tablas e ascaques e otros juegos buenos de muchas maneras; e, pagándose de omnes cantadores e sabiéndole él fazer; et, otrosí, pagándose de omnes de corte que sabían bien trabar e cantar, e de joglares que sopiesen tocar estrumentos; ca desto se pagaua él mucho e entendía quién lo fazía bien e quién non

## La muerte del rey

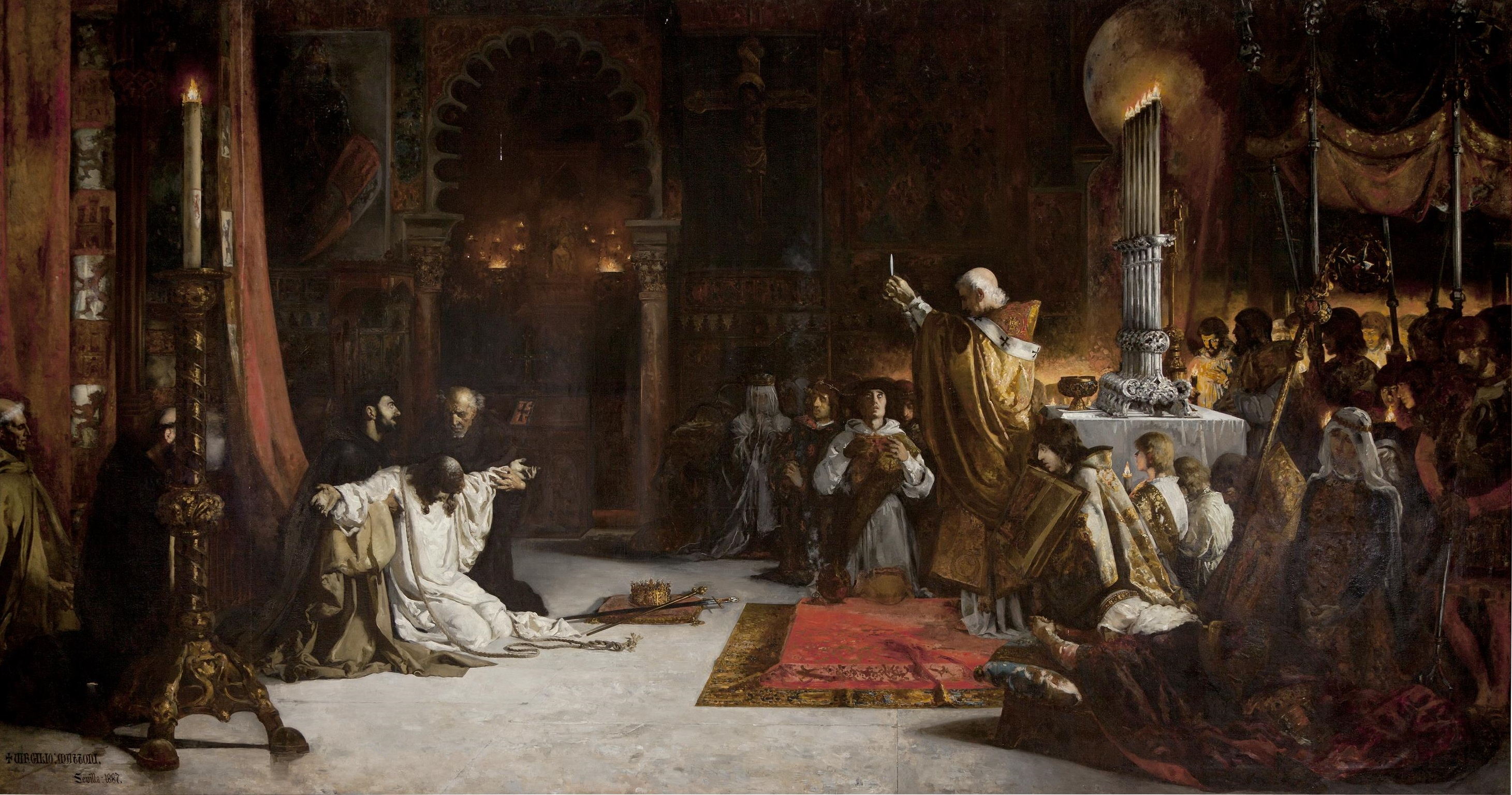
Las postrimerías de Fernando III el Santo, por Virgilio Mattoni. 1887. Real Alcázar de Sevilla.

Su muerte se atribuye a una hidropesía que contrajo en el invierno de 1251. Su fallecimiento tuvo lugar el 30 de mayo de 1252.
El 30 de mayo de 1252 se encontraba en el Alcázar. Estaban con él cuatro de los hijos que tuvo con Beatriz de Suabia; Alfonso, Fadrique, Felipe y Enrique; y su esposa Juana de Ponthieu con los tres hijos que tuvo con ella; Fernando, Leonor y Luis. Estuvo en compañía de sus familiares portando un Crucifijo.
Pidió que Remondo, obispo de Segovia, su confesor habitual, le administrase el viático. Fernando se vistió con un sayal. Cuando se produjo la consagración se arrodilló y se puso en el cuello una soga de esparto, recibiendo así la comunión.
Le fue acercado un cirio para que lo llevara en el momento de su muerte y, antes de sostenerlo, alzó los brazos al cielo y dijo:

Señor: me diste reino que no tenía, y honra y poder que no merecí; dísteme vida, ésta no durable, cuanto fue tu voluntad. Señor, gracias te doy y te devuelvo el reino que me diste con aquel provecho que yo pude alcanzar y ofrézcote mi alma.

Pidió a los clérigos que rezasen las letanías y cantasen el Te Deum Laudamus.

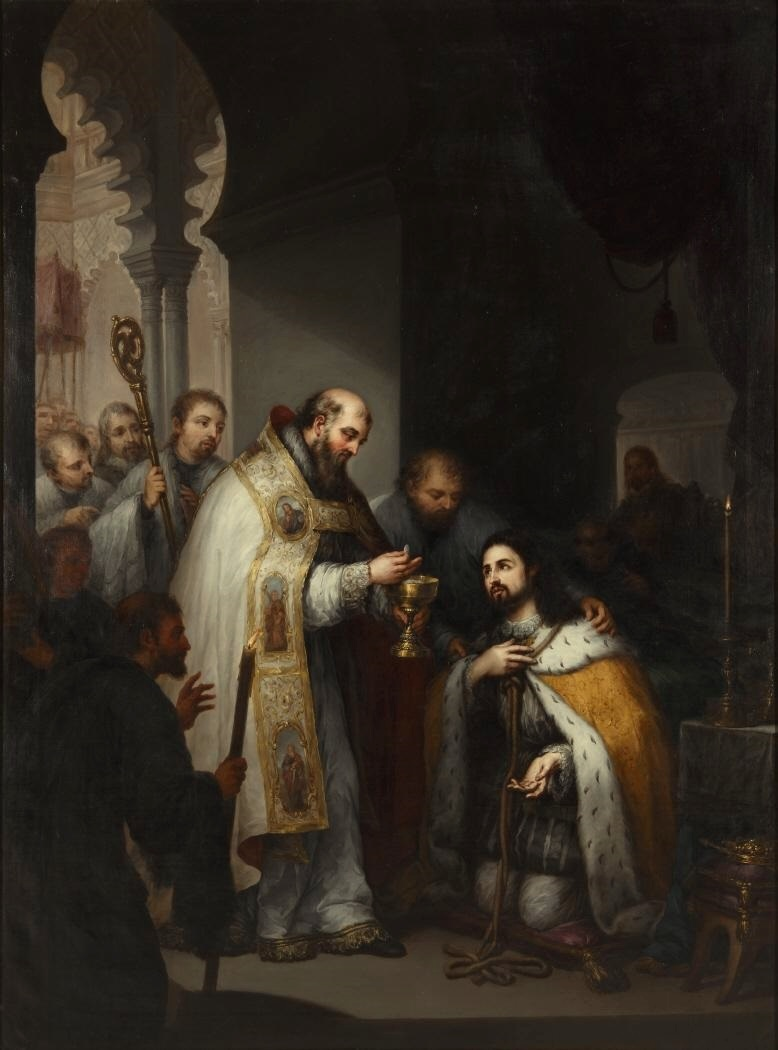
La Última Comunión de San Fernando, obra de José Gutiérrez de la Vega (1832)

El funeral tuvo lugar el 1 de junio de 1252 y fue oficiado por Remondo, obispo de Segovia, en la catedral. En la ciudad había vasallos reales, obispos, abades y hombres ricos del reino, que habían acudido para mostrar su lamento.

## Sepultura

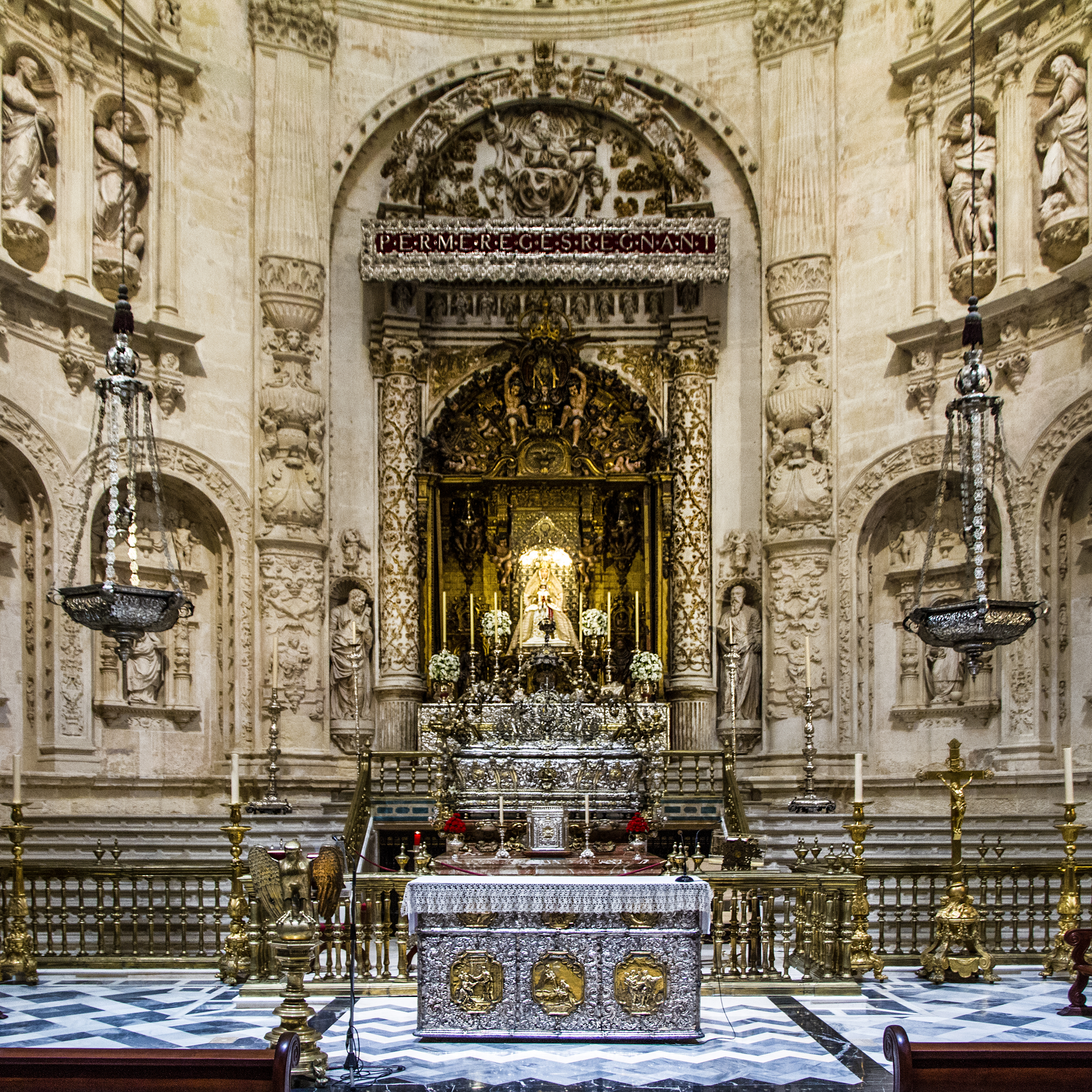
Vista general de la capilla Real de la Catedral de Sevilla.

El cadáver del rey Fernando III el Santo recibió sepultura en la Catedral de Sevilla, tres días después de su defunción. Fernando III había dispuesto en su testamento que su cadáver recibiese sepultura al pie de la imagen de la Virgen de los Reyes, que se supone le fue regalada al monarca por su primo, el rey san Luis de Francia, y había ordenado además que su sepultura fuera sencilla, sin estatua yacente.
No obstante, tras la muerte del rey, su hijo Alfonso X ordenó realizar los mausoleos de sus padres, revestidos de plata, y las efigies sedentes que les representaban, recubiertas de metales preciosos y piedras preciosas, contraviniendo así el deseo de su padre. Delante de la imagen de la Virgen de los Reyes, donada por Fernando III el Santo a la Catedral de Sevilla, fueron colocadas las efigies de Fernando III y de su primera esposa, la reina Beatriz de Suabia, que aparecían vestidos, sentados en sillones chapados de plata y bajo baldaquinos de plata dorada.
La imagen sedente de Fernando III se hallaba coronada por una corona de oro y piedras preciosas. Las imágenes de Fernando III y Beatriz de Suabia portaban sendas coronas de oro y piedras preciosas. Las piedras preciosas fueron confiscadas por su descendiente, el rey Pedro I de Castilla, durante la Guerra de los dos Pedros, en el siglo XIV, argumentando que no se hallaban suficientemente protegidas.
El monarca aparecía portando en la mano derecha la espada con la punta hacia arriba, y la espada estaba adornada con un rubí y una esmeralda. En el dedo índice de la mano izquierda, en la que sostenía la vaina de la espada, adornada con pedrería, llevaba un anillo de oro con un rubí de considerable tamaño. Dicho anillo sería posteriormente colocado en la mano de la Virgen de los Reyes, quien portaba, al igual que el Niño Jesús que ella sostenía en sus brazos, una corona de oro con piedras preciosas, que le fueron donadas por Alfonso X el Sabio.

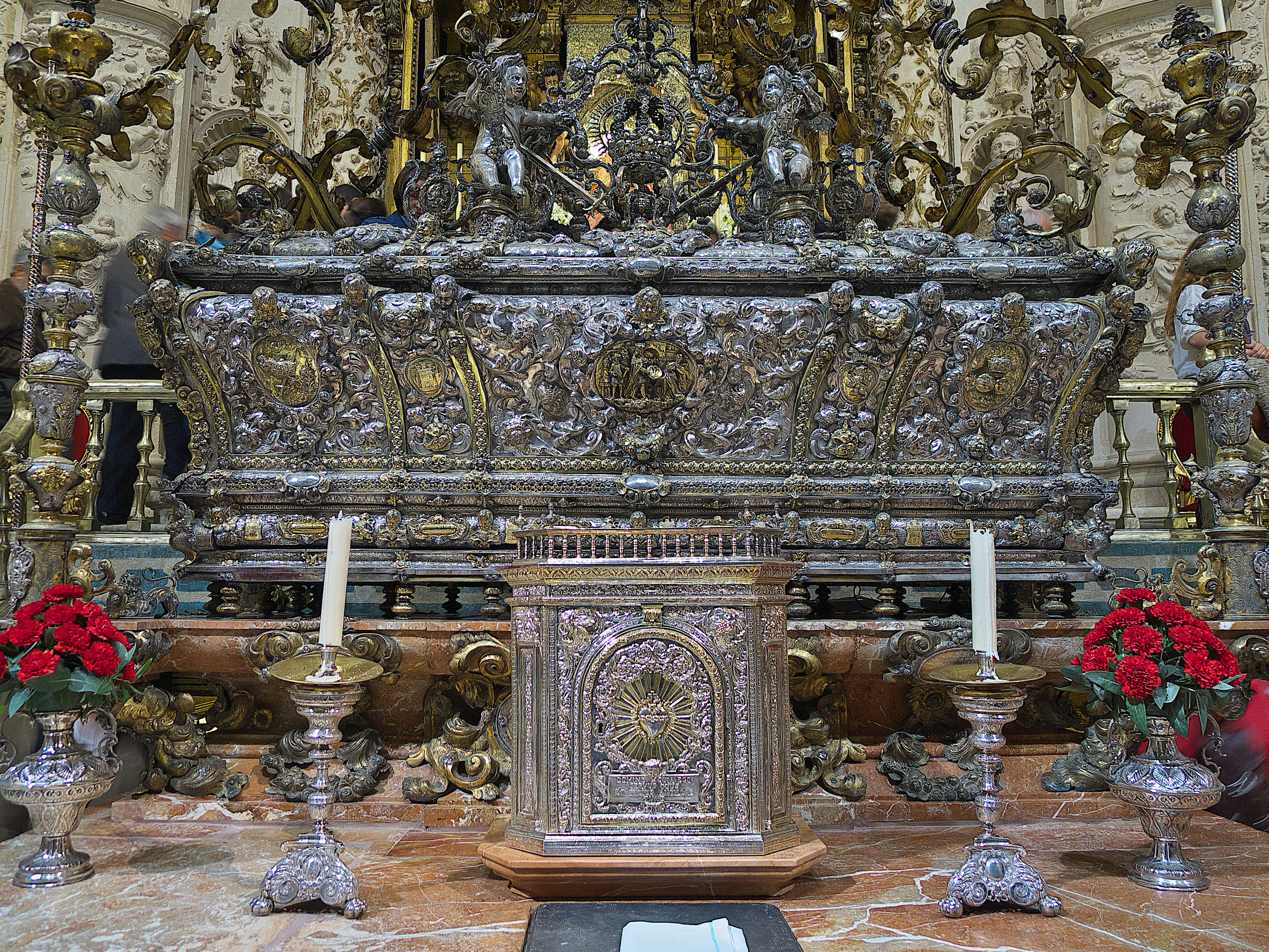
Urna de plata que contiene los restos mortales de san Fernando. Capilla Real de la Catedral de Sevilla.

Tras la muerte de Alfonso X, su efigie, del mismo estilo que las de sus padres, fue colocada al lado de aquellas. Los sarcófagos que contenían los restos de los reyes fueron colocados a los pies de la imagen de la Virgen de los Reyes, y se hallaban adornados con blasones en los que aparecían castillos, leones y águilas, símbolo este último de la Casa de Hohenstaufen, de la que era miembro la reina Beatriz de Suabia.
La efigie que representaba a Fernando III se hallaba colocada en el centro de la capilla y a la izquierda estaba colocada la de su esposa. Cuando Fernando III el Santo fue canonizado en el año 1671, la imagen sedente del rey, del siglo XIII, fue sustituida por otra realizada por el escultor Pedro Roldán, quien según ciertas fuentes la realizó en pocos días, y fue después dorada y estofada por una hija del pintor Juan de Valdés Leal.
En la actualidad, la urna de plata que contiene los restos de Fernando III el Santo se encuentra colocada sobre un basamento de mampostería, colocado ante las gradas del altar donde se sitúa la imagen de la Virgen de los Reyes. En el basamento de mampostería que sirve de soporte a la urna se encuentran colocados cuatro epitafios, compuestos en árabe, latín, hebreo y castellano. La tradición sostiene que los cuatro epitafios fueron compuestos por su hijo Alfonso X.
| |
| Aquí yace el Rey muy honrado don Ferrando señor de Castiella, de Toledo, de León, de Galizia, de Sevilla, de Córdova, de Murcia y de Iahen; el que conquistó toda España, el más leal, el más verdadero, el más franco, el más esforçado, el más apuesto, el más granado, el más sofrido, el más humilde, el que más teme a Dios, el que más le fazía servicio, el que quebrantó y destruyó a todos sus enemigos, el que alçó e honró a todos sus amigos y conquistó la ciudad de Sevilla que es cabeça de toda España e pasose allí en el postremero día de mayo en la era de 1290 años. |

| |
| Aquí yace el ilustrísimo Rey Ferrando de Castela, Toleto, Legión, Galizia, Sibilia, Córduba, Murcia y Iaen; que toda Hispania conquistó, fidelísimo, verísimo, constantísimo, justísimo, firmísimo, decentísimo, libérrimo, pacientísimo, piadosísimo, humildísimo, eficacísimo en el temor y en el servicio de Dios; que machacó y exterminó de raíz la desvergüenza de sus enemigos; que sublimó y exaltó a todos sus amigos; que la ciudad hispalense tomada, metrópolis de toda Hispania, arrancó de las manos de los paganos y restituyó el culto cristiano, donde suelto del deber natural transmigró al Señor el último día de mayo del año 1252 de la Encarnación del Señor. |

| |
| Este es el túmulo del Máximo Rey Don Ferrando, Señor de Castela, Toláitela, Liun, Galisia, Asbilia, Cortoba, Morsia y Xian. Descanse en paz, que conquistó todo Al-Ándalus, el más fiel, recto, generoso, justo, valeroso, sabio, poderoso, misericordioso, humilde ante Dios y grande en su servicio, rompió y destruyó a todos sus enemigos y ensalzó y honró a todos sus amigos. Conquistó la Medina de Asbilia, que es cabeza de todo Al-Ándalus, y falleció en ella —que Dios le haya perdonado—, en la noche del viernes, 22 de Rabie del año 650 de la Hégira. |

| |
| En este lugar está sepultado el Rey Magno Dom Ferrando, Señor de Castilla y de Tolaitola, y de León y de Galicia, y de Isbilya y de Cortova y de Murcia y de Jaén. Esté su alma en el huerto del Edén. Conquistó toda Sepharad, recto, justo, cauto, magnífico, fuerte, piadoso, humilde, temeroso de Dios, le sirvió todos sus días; quebrantó y destruyó a todos sus enemigos, y ensalzó y honró a todos sus amigos. Conquistó la medina de Isbilya, que es cabeza de toda Sepharad, y murió en ella en la sexta hora de la noche del día 22 del mes de Siván, año 5012 de la creación del mundo. |

La urna de plata que contiene los restos del rey san Fernando fue realizada por el orfebre Juan Laureano de Pina. Fue comenzada en 1690, aunque las dificultades financieras motivaron que su terminación no finalizara hasta el año 1719, y participaron en su conclusión varios orfebres, habiéndose empleado en su realización plata, plata sobredorada y bronce. La urna exterior cubre la urna interior, con paredes de cristal, en la que reposan los restos del monarca.
La urna, que se considera la obra más relevante de la orfebrería barroca sevillana, permanece cerrada habitualmente, aunque puede ser abierta para mostrar el cuerpo de san Fernando, como se hace el día 30 de mayo, festividad de San Fernando, en que es expuesto a la veneración de los fieles. En la decoración de la urna externa, que protege la urna interior, se glorifican las virtudes del rey san Fernando y la apoteosis de la monarquía española, y está además adornada con relieves con motivos florales y vegetales. El cuerpo del Rey Fernando III se ha encontrado incorrupto.

## Canonización

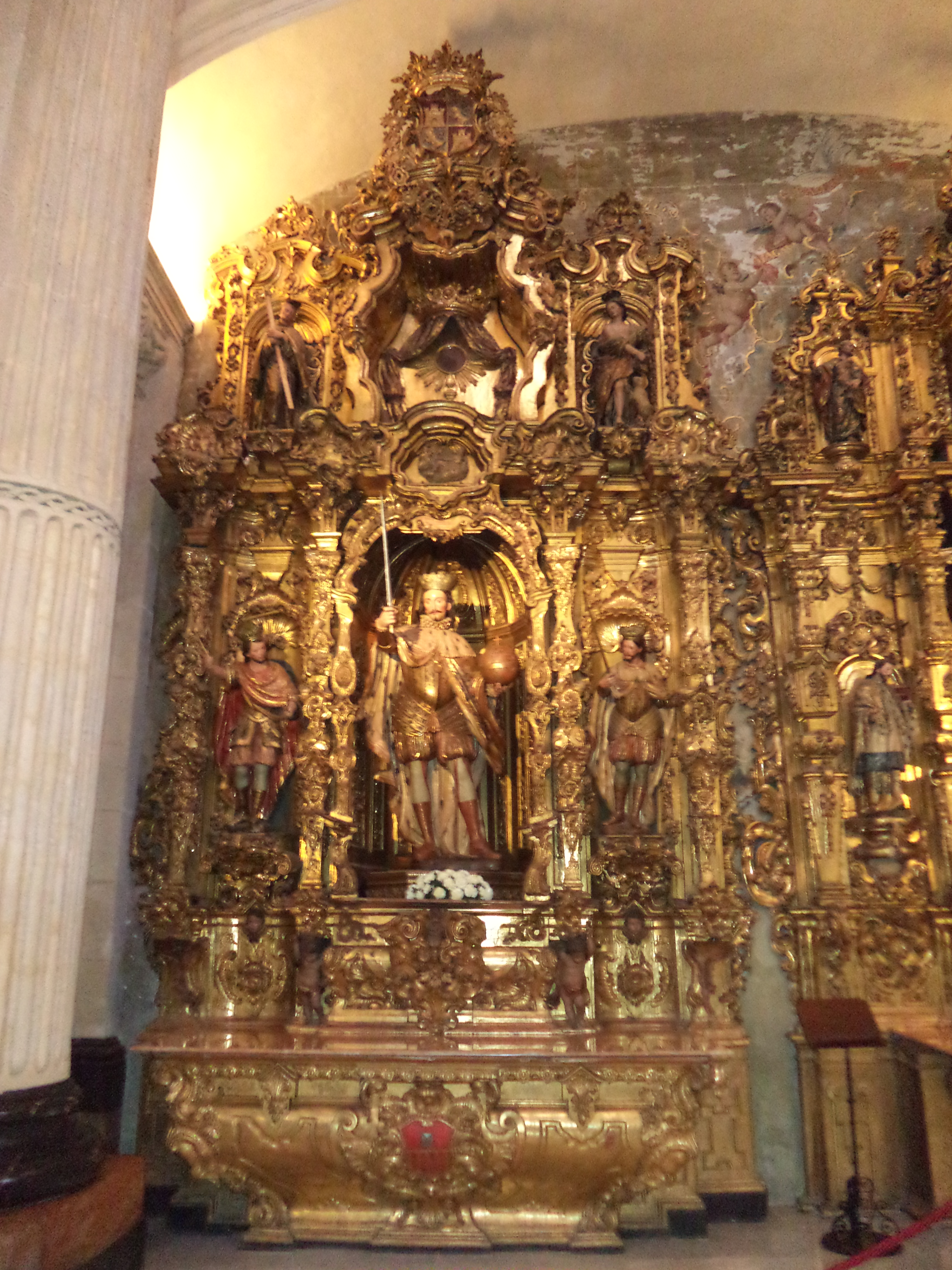
Retablo de San Fernando en la iglesia del Salvador de Sevilla. A sus lados se encuentran San Luis Rey de Francia y San Hermenegildo y arriba están las tallas de San Diego de Alcalá y San Juan Bautista. El retablo es obra de José Díaz y fue realizado entre 1760 y 1767. La imagen de San Fernando fue tallada por Antonio de Quirós en 1699, correspondiendo su policromía al pintor Francisco Meneses Osorio. San Luis y San Hermenegildo son obras de Blas Molner.

Para una canonización se precisa, además del milagro, la fama de santidad. Tras la muerte de Fernando III y de su entierro en la catedral se genera una energía espiritual que atrae a los fieles sevillanos. El papa Sixto V confirmaría en 1590 que Fernando III poseía el halo de santidad y que merecía el tratamiento de santo, con base en el «resplandor alrededor de la cabeza que se da en Roma a los beatificados y la diadema de los canonizados.» Las restricciones del papa Urbano VIII obligaron a demostrar que esta representación realmente era tal y, una vez acreditada, fue posible impulsar el procedimiento a partir de 1649.
Francisco López de Caro y Bartolomé Esteban Murillo se encargaron de recopilar todas las imágenes que existían en Sevilla de Fernando III. Comenzaron con una lámina de cobre que se conservaba en la capilla Real de la Catedral de Sevilla, que a su vez era una versión de otra que se había realizado en Roma años antes. En la misma capilla encontraron una imagen en un tabernáculo de San Fernando arrodillado orante frente a una imagen del Padre. En el trascoro de la catedral existía una imagen de la rendición del emir Axataf ante Fernando III pintada por Francisco Pacheco en 1634.
Tras recopilar otros retratos acudieron al Alcázar de Sevilla, donde encontraron una imagen del rey en el salón de Embajadores. Otros sitios que visitaron fueron la Puerta de Jerez, el convento franciscano de San Diego, la Puerta de la Carne, la iglesia de Santa María la Blanca, el monasterio de la Cartuja, el monasterio de San Clemente, la Alhóndiga, el retablo de San Andrés del convento de la Paz, la casa consistorial y el convento de San Francisco anejo. En 3 años, a partir de enero de 1649, ambos lograron reunir numerosas imágenes que existían en la ciudad del rey Fernando que ratificaban la fama de santidad de esta persona.
Tras esto, se procedió a dar cuenta de los testimonios para la canonización en los años 50 del siglo XVII. A partir de 1652 la imagen de San Fernando ya estaba internacionalizada. En 1626 algunos testigos, como Juan Villavicencio y Alarcón, dieron fe de la enorme popularidad alcanzada por la imagen en Roma. También le era rendido culto en la Catedral de Mónaco, en su propio altar. Juan de la Fuente Almonte, regidor veinticuatro de Sevilla, manifestó que en el Virreinato de Perú se le llamaba «Santo Rey Don Fernando».
El 7 de febrero de 1671, fue canonizado por el papa Clemente X.

### Patronazgos
San Fernando es patrón de varias localidades como: Sevilla, Aranjuez, San Fernando de Henares, Maspalomas (Gran Canaria), Villanueva del Río y Minas, San Fernando de Apure, Pivijay y de la pedanía albaceteña Ventas de Alcolea. También es patrón del Arma de Ingenieros del Ejército de Tierra de España; así como de San Fernando del Valle de Catamarca en el norte de Argentina.
Desde la creación en 1819 de la diócesis de San Cristóbal de La Laguna, también llamada Diócesis de Tenerife (islas Canarias), San Fernando es el compatrono de la misma y de la catedral diocesana por bula del papa Pío VII. Esto es debido, por un lado, a que esta diócesis es dependiente de la archidiócesis de Sevilla, cuya ciudad capital tiene por patrono a San Fernando y, por otro, a que fue el rey Fernando VII quien apoyó decisivamente la creación de esta diócesis. San Fernando es también el patrono de la Universidad de La Laguna, puesto que esta institución fue fundada bajo el nombre de Universidad Literaria de San Fernando.
Fernando, durante el sitio a Sevilla, contaba con una bandera con la efigie de la Virgen. Los musulmanes pensaron que destruir esa bandera sería un importante golpe contra la moral de las tropas cristianas y enviaron un pequeño contingente al campamento cristiano, que terminó por dañar a saetazos la bandera. Fernando comentó este hecho al clérigo Remondo, que le recomendó enviarlo a los sastres del campamento para que lo repararan, pero Fernando decidió coserlo él mismo. Por esto, fue nombrado hermano mayor de la hermandad católica del gremio de los sastres o los "alfayetes", que fue la primera que existió en Sevilla tras la Reconquista. Dicha hermandad tenía como patrones a san Mateo y san Homobono y más tarde añadieron a la Virgen de los Reyes (patrona de los sastres) y al propio san Fernando cuando fue canonizado. Esa hermandad aún existe, con el nombre de Hermandad de la Virgen de los Reyes, y tiene su culto en la iglesia de San Ildefonso de la ciudad.
Fue patrón también de la Organización Juvenil Española (OJE), organización juvenil estatal de la España franquista que se dedicaba a la formación cívico-política nacionalcatólica de los jóvenes españoles, y que hoy continúa existiendo como organización privada dentro del movimiento scout.

## Matrimonios y descendencia

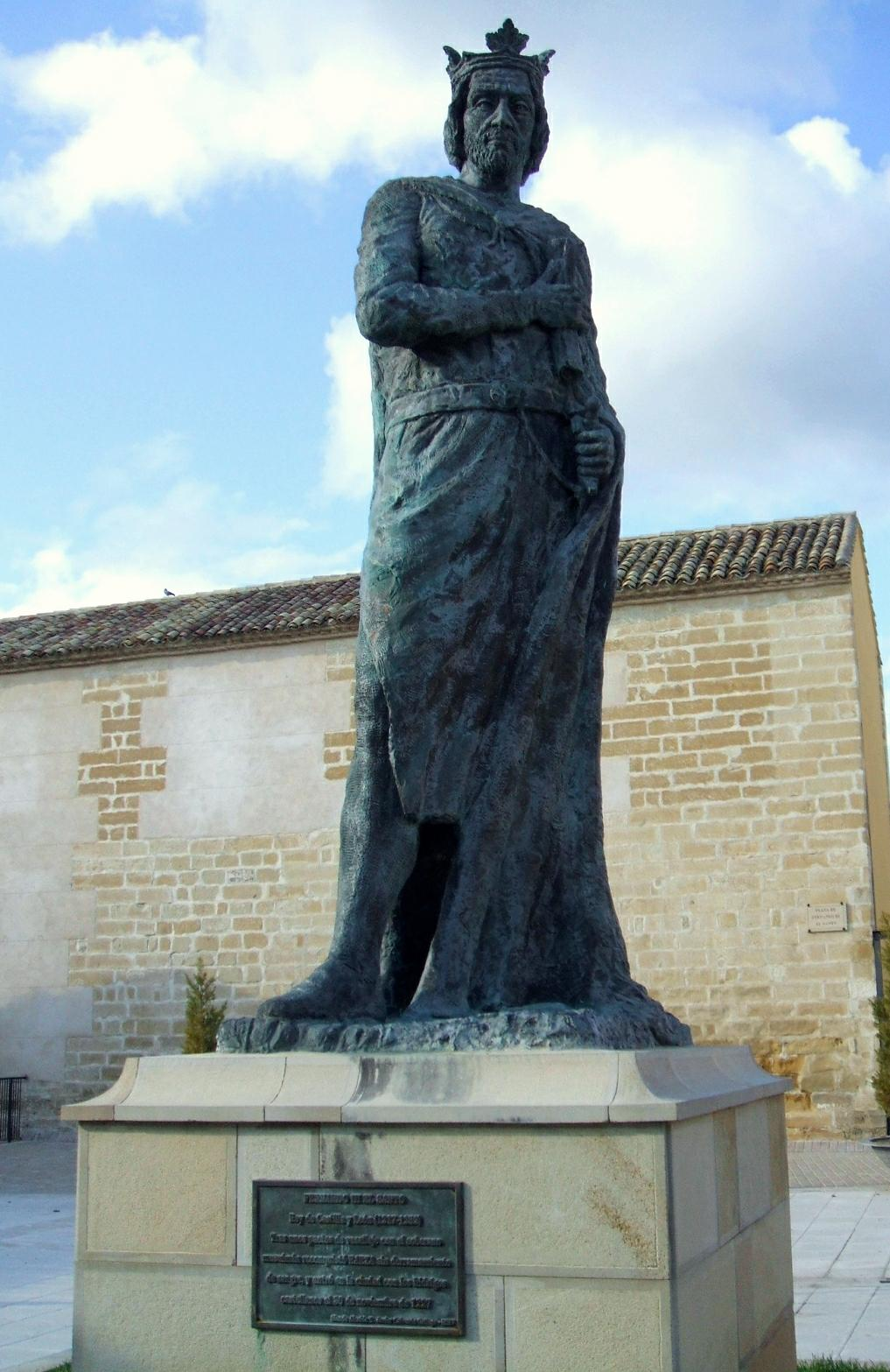
Monumento a Fernando III el Santo en Baeza.

Fernando III el Santo contrajo matrimonio el 30 de noviembre de 1219 en la iglesia de Santa María de Burgos, con Beatriz de Suabia, hija de Felipe de Suabia, rey de Romanos y duque de Suabia, y de Irene Ángelo, hija de Isaac II Ángelo, emperador del Imperio romano de Oriente, con la que tuvo diez hijos:
- Alfonso X[135] (1221-1284), rey de Castilla y de León, tras la muerte de su padre Fernando III. Contrajo matrimonio con Violante de Aragón.
- Fadrique (1223[136]-1277). Ejecutado por orden de su hermano, Alfonso X el Sabio y después sepultado en el desaparecido monasterio de la Santísima Trinidad de Burgos.
- Fernando[136] (1225-1248). Falleció durante la conquista de Sevilla en 1248.
- Leonor (1225[137]-¿?), falleció en su juventud.
- Berenguela[136] (1228-1279), monja en el Monasterio de Santa María la Real de Las Huelgas en Burgos en el que fue sepultada.
- Enrique[136] (1230-1303). Después de su estancia en Túnez, fue nombrado senador de Roma por el papa Clemente IV.
- Felipe[136] (1231-1274), arzobispo de Sevilla, fue sepultado en la Iglesia de Santa María la Blanca de Villalcázar de Sirga.
- Sancho[136] (1233-1261), arzobispo de Toledo y Sevilla.
- Manuel[136] (1234-1283), señor de Villena, Escalona, Peñafiel, Elche, Santa Olalla, Agreda, Roa, Cuéllar, Chinchilla, Aspe y Beas.
- María[137] (1235-1235), sepultada en la Colegiata de San Isidoro de León.

Tras quedar viudo de su primera esposa, Beatriz de Suabia, el rey Fernando contrajo matrimonio en la ciudad de Burgos en 1237 con Juana de Ponthieu de quien tuvo los siguientes hijos:
- Fernando[138] (1238-c. 1264), conde de Aumale y barón de Montgomery, falleció en Francia.
- Leonor[138] (1240-1290), quien contrajo matrimonio con Eduardo I de Inglaterra y fue la madre de Eduardo II de Inglaterra.
- Luis (1242-1269),[138] señor de Marchena y Zuheros, contrajo matrimonio con Juana Gómez de Manzanedo.
- Simón[138] (1244-¿?). Falleció en su juventud y se supone que fue sepultado en el monasterio de los dominicos de Toledo.
- Juan (1245-1245).[138] Murió recién nacido y fue sepultado en la catedral de Córdoba.

## Genealogía
| \| \| \| \| \| \| \| \| \| \| \| \| \| \| \| \| \| \| \| \| 16. Raimundo de Borgoña \| \| \| \| \| \| \| \| \| \| \| \| \| \| \| \| \| \| \| \| \| \| \| \| \| \| \| \| \| \| \| \| \| \| \| \| \| \| \| \| \| \| \| \| \| \| \| \| \| \| \| \| \| \| 8. Alfonso VII de León \| \| \| \| \| \| \| \| \| \| \| \| \| \| \| \| \| \| \| \| \| \| \| \| \| \| \| \| \| \| \| \| \| \| \| \| \| \| \| \| \| \| \| \| \| \| \| \| \| \| \| \| \| \| 17. Urraca I de León \| \| \| \| \| \| \| \| \| \| \| \| \| \| \| \| \| \| \| \| \| \| \| \| \| \| \| \| \| \| \| \| \| \| \| \| \| \| \| \| \| \| \| \| \| \| \| \| \| \| \| \| \| \| 4. Fernando II de León \| \| \| \| \| \| \| \| \| \| \| \| \| \| \| \| \| \| \| \| \| \| \| \| \| \| \| \| \| \| \| \| \| \| \| \| \| \| \| \| \| \| \| \| \| \| \| \| \| \| \| \| \| \| 18. Ramón Berenguer III de Barcelona \| \| \| \| \| \| \| \| \| \| \| \| \| \| \| \| \| \| \| \| \| \| \| \| \| \| \| \| \| \| \| \| \| \| \| \| \| \| \| \| \| \| \| \| \| \| \| \| \| \| \| \| \| \| 9. Berenguela de Barcelona \| \| \| \| \| \| \| \| \| \| \| \| \| \| \| \| \| \| \| \| \| \| \| \| \| \| \| \| \| \| \| \| \| \| \| \| \| \| \| \| \| \| \| \| \| \| \| \| \| \| \| \| \| \| 19. Dulce de Provenza \| \| \| \| \| \| \| \| \| \| \| \| \| \| \| \| \| \| \| \| \| \| \| \| \| \| \| \| \| \| \| \| \| \| \| \| \| \| \| \| \| \| \| \| \| \| \| \| \| \| \| \| \| \| 2. Alfonso IX de León \| \| \| \| \| \| \| \| \| \| \| \| \| \| \| \| \| \| \| \| \| \| \| \| \| \| \| \| \| \| \| \| \| \| \| \| \| \| \| \| \| \| \| \| \| \| \| \| \| \| \| \| \| \| 20. Enrique de Borgoña \| \| \| \| \| \| \| \| \| \| \| \| \| \| \| \| \| \| \| \| \| \| \| \| \| \| \| \| \| \| \| \| \| \| \| \| \| \| \| \| \| \| \| \| \| \| \| \| \| \| \| \| \| \| 10. Alfonso I Enríquez \| \| \| \| \| \| \| \| \| \| \| \| \| \| \| \| \| \| \| \| \| \| \| \| \| \| \| \| \| \| \| \| \| \| \| \| \| \| \| \| \| \| \| \| \| \| \| \| \| \| \| \| \| \| 21. Teresa de León \| \| \| \| \| \| \| \| \| \| \| \| \| \| \| \| \| \| \| \| \| \| \| \| \| \| \| \| \| \| \| \| \| \| \| \| \| \| \| \| \| \| \| \| \| \| \| \| \| \| \| \| \| \| 5. Urraca de Portugal \| \| \| \| \| \| \| \| \| \| \| \| \| \| \| \| \| \| \| \| \| \| \| \| \| \| \| \| \| \| \| \| \| \| \| \| \| \| \| \| \| \| \| \| \| \| \| \| \| \| \| \| \| \| 22. Amadeo III de Saboya \| \| \| \| \| \| \| \| \| \| \| \| \| \| \| \| \| \| \| \| \| \| \| \| \| \| \| \| \| \| \| \| \| \| \| \| \| \| \| \| \| \| \| \| \| \| \| \| \| \| \| \| \| \| 11. Mafalda de Saboya \| \| \| \| \| \| \| \| \| \| \| \| \| \| \| \| \| \| \| \| \| \| \| \| \| \| \| \| \| \| \| \| \| \| \| \| \| \| \| \| \| \| \| \| \| \| \| \| \| \| \| \| \| \| 23. Matilde de Albon \| \| \| \| \| \| \| \| \| \| \| \| \| \| \| \| \| \| \| \| \| \| \| \| \| \| \| \| \| \| \| \| \| \| \| \| \| \| \| \| \| \| \| \| \| \| \| \| \| \| \| \| \| \| 1. Fernando III de Castilla \| \| \| \| \| \| \| \| \| \| \| \| \| \| \| \| \| \| \| \| \| \| \| \| \| \| \| \| \| \| \| \| \| \| \| \| \| \| \| \| \| \| \| \| \| \| \| \| \| \| \| \| \| \| 24. Alfonso VII de León (= 8) \| \| \| \| \| \| \| \| \| \| \| \| \| \| \| \| \| \| \| \| \| \| \| \| \| \| \| \| \| \| \| \| \| \| \| \| \| \| \| \| \| \| \| \| \| \| \| \| \| \| \| \| \| \| 12. Sancho III de Castilla \| \| \| \| \| \| \| \| \| \| \| \| \| \| \| \| \| \| \| \| \| \| \| \| \| \| \| \| \| \| \| \| \| \| \| \| \| \| \| \| \| \| \| \| \| \| \| \| \| \| \| \| \| \| 25. Berenguela de Barcelona (= 9) \| \| \| \| \| \| \| \| \| \| \| \| \| \| \| \| \| \| \| \| \| \| \| \| \| \| \| \| \| \| \| \| \| \| \| \| \| \| \| \| \| \| \| \| \| \| \| \| \| \| \| \| \| \| 6. Alfonso VIII de Castilla \| \| \| \| \| \| \| \| \| \| \| \| \| \| \| \| \| \| \| \| \| \| \| \| \| \| \| \| \| \| \| \| \| \| \| \| \| \| \| \| \| \| \| \| \| \| \| \| \| \| \| \| \| \| 26. García V Ramírez \| \| \| \| \| \| \| \| \| \| \| \| \| \| \| \| \| \| \| \| \| \| \| \| \| \| \| \| \| \| \| \| \| \| \| \| \| \| \| \| \| \| \| \| \| \| \| \| \| \| \| \| \| \| 13. Blanca Garcés de Pamplona \| \| \| \| \| \| \| \| \| \| \| \| \| \| \| \| \| \| \| \| \| \| \| \| \| \| \| \| \| \| \| \| \| \| \| \| \| \| \| \| \| \| \| \| \| \| \| \| \| \| \| \| \| \| 27. Margarita de Laigle \| \| \| \| \| \| \| \| \| \| \| \| \| \| \| \| \| \| \| \| \| \| \| \| \| \| \| \| \| \| \| \| \| \| \| \| \| \| \| \| \| \| \| \| \| \| \| \| \| \| \| \| \| \| 3. Berenguela de Castilla \| \| \| \| \| \| \| \| \| \| \| \| \| \| \| \| \| \| \| \| \| \| \| \| \| \| \| \| \| \| \| \| \| \| \| \| \| \| \| \| \| \| \| \| \| \| \| \| \| \| \| \| \| \| 28. Godofredo V de Anjou \| \| \| \| \| \| \| \| \| \| \| \| \| \| \| \| \| \| \| \| \| \| \| \| \| \| \| \| \| \| \| \| \| \| \| \| \| \| \| \| \| \| \| \| \| \| \| \| \| \| \| \| \| \| 14. Enrique II de Inglaterra \| \| \| \| \| \| \| \| \| \| \| \| \| \| \| \| \| \| \| \| \| \| \| \| \| \| \| \| \| \| \| \| \| \| \| \| \| \| \| \| \| \| \| \| \| \| \| \| \| \| \| \| \| \| 29. Matilde de Inglaterra \| \| \| \| \| \| \| \| \| \| \| \| \| \| \| \| \| \| \| \| \| \| \| \| \| \| \| \| \| \| \| \| \| \| \| \| \| \| \| \| \| \| \| \| \| \| \| \| \| \| \| \| \| \| 7. Leonor de Plantagenet \| \| \| \| \| \| \| \| \| \| \| \| \| \| \| \| \| \| \| \| \| \| \| \| \| \| \| \| \| \| \| \| \| \| \| \| \| \| \| \| \| \| \| \| \| \| \| \| \| \| \| \| \| \| 30. Guillermo X de Poitiers \| \| \| \| \| \| \| \| \| \| \| \| \| \| \| \| \| \| \| \| \| \| \| \| \| \| \| \| \| \| \| \| \| \| \| \| \| \| \| \| \| \| \| \| \| \| \| \| \| \| \| \| \| \| 15. Leonor de Aquitania \| \| \| \| \| \| \| \| \| \| \| \| \| \| \| \| \| \| \| \| \| \| \| \| \| \| \| \| \| \| \| \| \| \| \| \| \| \| \| \| \| \| \| \| \| \| \| \| \| \| \| \| \| \| 31. Leonor de Châtellerault \| \| \| \| \| \| \| \| \| \| \| \| \| \| \| \| \| \| \| \| \| \| \| \| \| \| \| \| \| \| \| \| \| \| \| \| \| \| \| \| \| \| \| \| \| \| \| \| \| \| \| \| |                                      |  |  |  |  |  |  |  |  |  |  |  |  |  |  |  |
| |                                      |  |  |  |  |  |  |  |  |  |  |  |  |  |  |  |
| | 16. Raimundo de Borgoña              |  |  |  |  |  |  |  |  |  |  |  |  |  |  |  |
| |                                      |  |  |  |  |  |  |  |  |  |  |  |  |  |  |  |
| |                                      |  |  |  |  |  |  |  |  |  |  |  |  |  |  |  |
| | 8. Alfonso VII de León               |  |  |  |  |  |  |  |  |  |  |  |  |  |  |  |
| |                                      |  |  |  |  |  |  |  |  |  |  |  |  |  |  |  |
| |                                      |  |  |  |  |  |  |  |  |  |  |  |  |  |  |  |
| | 17. Urraca I de León                 |  |  |  |  |  |  |  |  |  |  |  |  |  |  |  |
| |                                      |  |  |  |  |  |  |  |  |  |  |  |  |  |  |  |
| |                                      |  |  |  |  |  |  |  |  |  |  |  |  |  |  |  |
| | 4. Fernando II de León               |  |  |  |  |  |  |  |  |  |  |  |  |  |  |  |
| |                                      |  |  |  |  |  |  |  |  |  |  |  |  |  |  |  |
| |                                      |  |  |  |  |  |  |  |  |  |  |  |  |  |  |  |
| | 18. Ramón Berenguer III de Barcelona |  |  |  |  |  |  |  |  |  |  |  |  |  |  |  |
| |                                      |  |  |  |  |  |  |  |  |  |  |  |  |  |  |  |
| |                                      |  |  |  |  |  |  |  |  |  |  |  |  |  |  |  |
| | 9. Berenguela de Barcelona           |  |  |  |  |  |  |  |  |  |  |  |  |  |  |  |
| |                                      |  |  |  |  |  |  |  |  |  |  |  |  |  |  |  |
| |                                      |  |  |  |  |  |  |  |  |  |  |  |  |  |  |  |
| | 19. Dulce de Provenza                |  |  |  |  |  |  |  |  |  |  |  |  |  |  |  |
| |                                      |  |  |  |  |  |  |  |  |  |  |  |  |  |  |  |
| |                                      |  |  |  |  |  |  |  |  |  |  |  |  |  |  |  |
| | 2. Alfonso IX de León                |  |  |  |  |  |  |  |  |  |  |  |  |  |  |  |
| |                                      |  |  |  |  |  |  |  |  |  |  |  |  |  |  |  |
| |                                      |  |  |  |  |  |  |  |  |  |  |  |  |  |  |  |
| | 20. Enrique de Borgoña               |  |  |  |  |  |  |  |  |  |  |  |  |  |  |  |
| |                                      |  |  |  |  |  |  |  |  |  |  |  |  |  |  |  |
| |                                      |  |  |  |  |  |  |  |  |  |  |  |  |  |  |  |
| | 10. Alfonso I Enríquez               |  |  |  |  |  |  |  |  |  |  |  |  |  |  |  |
| |                                      |  |  |  |  |  |  |  |  |  |  |  |  |  |  |  |
| |                                      |  |  |  |  |  |  |  |  |  |  |  |  |  |  |  |
| | 21. Teresa de León                   |  |  |  |  |  |  |  |  |  |  |  |  |  |  |  |
| |                                      |  |  |  |  |  |  |  |  |  |  |  |  |  |  |  |
| |                                      |  |  |  |  |  |  |  |  |  |  |  |  |  |  |  |
| | 5. Urraca de Portugal                |  |  |  |  |  |  |  |  |  |  |  |  |  |  |  |
| |                                      |  |  |  |  |  |  |  |  |  |  |  |  |  |  |  |
| |                                      |  |  |  |  |  |  |  |  |  |  |  |  |  |  |  |
| | 22. Amadeo III de Saboya             |  |  |  |  |  |  |  |  |  |  |  |  |  |  |  |
| |                                      |  |  |  |  |  |  |  |  |  |  |  |  |  |  |  |
| |                                      |  |  |  |  |  |  |  |  |  |  |  |  |  |  |  |
| | 11. Mafalda de Saboya                |  |  |  |  |  |  |  |  |  |  |  |  |  |  |  |
| |                                      |  |  |  |  |  |  |  |  |  |  |  |  |  |  |  |
| |                                      |  |  |  |  |  |  |  |  |  |  |  |  |  |  |  |
| | 23. Matilde de Albon                 |  |  |  |  |  |  |  |  |  |  |  |  |  |  |  |
| |                                      |  |  |  |  |  |  |  |  |  |  |  |  |  |  |  |
| |                                      |  |  |  |  |  |  |  |  |  |  |  |  |  |  |  |
| | 1. Fernando III de Castilla          |  |  |  |  |  |  |  |  |  |  |  |  |  |  |  |
| |                                      |  |  |  |  |  |  |  |  |  |  |  |  |  |  |  |
| |                                      |  |  |  |  |  |  |  |  |  |  |  |  |  |  |  |
| | 24. Alfonso VII de León (= 8)        |  |  |  |  |  |  |  |  |  |  |  |  |  |  |  |
| |                                      |  |  |  |  |  |  |  |  |  |  |  |  |  |  |  |
| |                                      |  |  |  |  |  |  |  |  |  |  |  |  |  |  |  |
| | 12. Sancho III de Castilla           |  |  |  |  |  |  |  |  |  |  |  |  |  |  |  |
| |                                      |  |  |  |  |  |  |  |  |  |  |  |  |  |  |  |
| |                                      |  |  |  |  |  |  |  |  |  |  |  |  |  |  |  |
| | 25. Berenguela de Barcelona (= 9)    |  |  |  |  |  |  |  |  |  |  |  |  |  |  |  |
| |                                      |  |  |  |  |  |  |  |  |  |  |  |  |  |  |  |
| |                                      |  |  |  |  |  |  |  |  |  |  |  |  |  |  |  |
| | 6. Alfonso VIII de Castilla          |  |  |  |  |  |  |  |  |  |  |  |  |  |  |  |
| |                                      |  |  |  |  |  |  |  |  |  |  |  |  |  |  |  |
| |                                      |  |  |  |  |  |  |  |  |  |  |  |  |  |  |  |
| | 26. García V Ramírez                 |  |  |  |  |  |  |  |  |  |  |  |  |  |  |  |
| |                                      |  |  |  |  |  |  |  |  |  |  |  |  |  |  |  |
| |                                      |  |  |  |  |  |  |  |  |  |  |  |  |  |  |  |
| | 13. Blanca Garcés de Pamplona        |  |  |  |  |  |  |  |  |  |  |  |  |  |  |  |
| |                                      |  |  |  |  |  |  |  |  |  |  |  |  |  |  |  |
| |                                      |  |  |  |  |  |  |  |  |  |  |  |  |  |  |  |
| | 27. Margarita de Laigle              |  |  |  |  |  |  |  |  |  |  |  |  |  |  |  |
| |                                      |  |  |  |  |  |  |  |  |  |  |  |  |  |  |  |
| |                                      |  |  |  |  |  |  |  |  |  |  |  |  |  |  |  |
| | 3. Berenguela de Castilla            |  |  |  |  |  |  |  |  |  |  |  |  |  |  |  |
| |                                      |  |  |  |  |  |  |  |  |  |  |  |  |  |  |  |
| |                                      |  |  |  |  |  |  |  |  |  |  |  |  |  |  |  |
| | 28. Godofredo V de Anjou             |  |  |  |  |  |  |  |  |  |  |  |  |  |  |  |
| |                                      |  |  |  |  |  |  |  |  |  |  |  |  |  |  |  |
| |                                      |  |  |  |  |  |  |  |  |  |  |  |  |  |  |  |
| | 14. Enrique II de Inglaterra         |  |  |  |  |  |  |  |  |  |  |  |  |  |  |  |
| |                                      |  |  |  |  |  |  |  |  |  |  |  |  |  |  |  |
| |                                      |  |  |  |  |  |  |  |  |  |  |  |  |  |  |  |
| | 29. Matilde de Inglaterra            |  |  |  |  |  |  |  |  |  |  |  |  |  |  |  |
| |                                      |  |  |  |  |  |  |  |  |  |  |  |  |  |  |  |
| |                                      |  |  |  |  |  |  |  |  |  |  |  |  |  |  |  |
| | 7. Leonor de Plantagenet             |  |  |  |  |  |  |  |  |  |  |  |  |  |  |  |
| |                                      |  |  |  |  |  |  |  |  |  |  |  |  |  |  |  |
| |                                      |  |  |  |  |  |  |  |  |  |  |  |  |  |  |  |
| | 30. Guillermo X de Poitiers          |  |  |  |  |  |  |  |  |  |  |  |  |  |  |  |
| |                                      |  |  |  |  |  |  |  |  |  |  |  |  |  |  |  |
| |                                      |  |  |  |  |  |  |  |  |  |  |  |  |  |  |  |
| | 15. Leonor de Aquitania              |  |  |  |  |  |  |  |  |  |  |  |  |  |  |  |
| |                                      |  |  |  |  |  |  |  |  |  |  |  |  |  |  |  |
| |                                      |  |  |  |  |  |  |  |  |  |  |  |  |  |  |  |
| | 31. Leonor de Châtellerault          |  |  |  |  |  |  |  |  |  |  |  |  |  |  |  |
| |                                      |  |  |  |  |  |  |  |  |  |  |  |  |  |  |  |
| |                                      |  |  |  |  |  |  |  |  |  |  |  |  |  |  |  |

| Predecesora: Berenguela | Rey de Castilla 1217-1252 | Sucesor: Alfonso X |
| Predecesor: Alfonso IX  | Rey de León 1230-1252     | Sucesor: Alfonso X |